# Hegedű
| „                | Ha Isten, mint mondják, a maga képére teremtette az embert, akkor bízvást állíthatjuk, hogy az ember saját képére alkotta a hegedűt, helyesebben a nő képére, mert a hegedű gyönyörű istennő. | ” |
| – Yehudi Menuhin | |   |

A hegedű a vonós hangszerek hegedűcsaládjának legmagasabb hangolású, méretre legkisebb tagja, 4 db, kvint távolságra hangolt húrral. A csoportba tartozik még a mélyhegedű, vagy közismertebb nevén brácsa, a cselló (más néven gordonka) és a nagybőgő (másként gordon).
A legmélyebb húr (ami tulajdonképpen a hegedűn megszólaltatható legmélyebb hang) a kis G, ezt követi az egyvonalas D-, egyvonalas A-, illetve a kétvonalas E-húr. A hegedűkották általában violinkulcsban (más néven G-kulcs) íródnak.
A hangszer iránt támasztott megnövekedett igények következtében az egyik legösszetettebb építési szakértelmet igénylő hangszer lett. Mérete, gondos készítési és játéktechnikai bánásmód kombinációja a többi húros hangszert meghaladó virtuozitást, valamint széles skálán változtatható dinamikai előadást is megengedő teljesítményt eredményez. A vonósok közül talán a legnépszerűbb, de mindenképpen a leggyakrabban előforduló és legkeresettebb hangszer.

## Etimológia
A hegedű szavunk lehetséges, hogy „hej” (hejgetős) indulatszavunkból származik; ebben a formában csak a 16–17. századtól használják, addig a „hegedűs” szó leginkább énekmondót jelentett. Erdélyben a hegedűt mozsika vagy muzsika, a csángóknál pedig cinige néven ismerték.
Olasz neve, a violino tulajdonképpen „kis violát” (azaz brácsácskát) jelent. Ez az eredeti viola con tre corde senza tasti (érintők (bundok) nélküli háromhúros viola) rövidítése, 1540 körül kezdett elterjedni. 1523 táján jelent meg a francia nyelvben a vyollon megnevezés. A Geige a német nyelvterületről származó megnevezése.

## A hegedű története

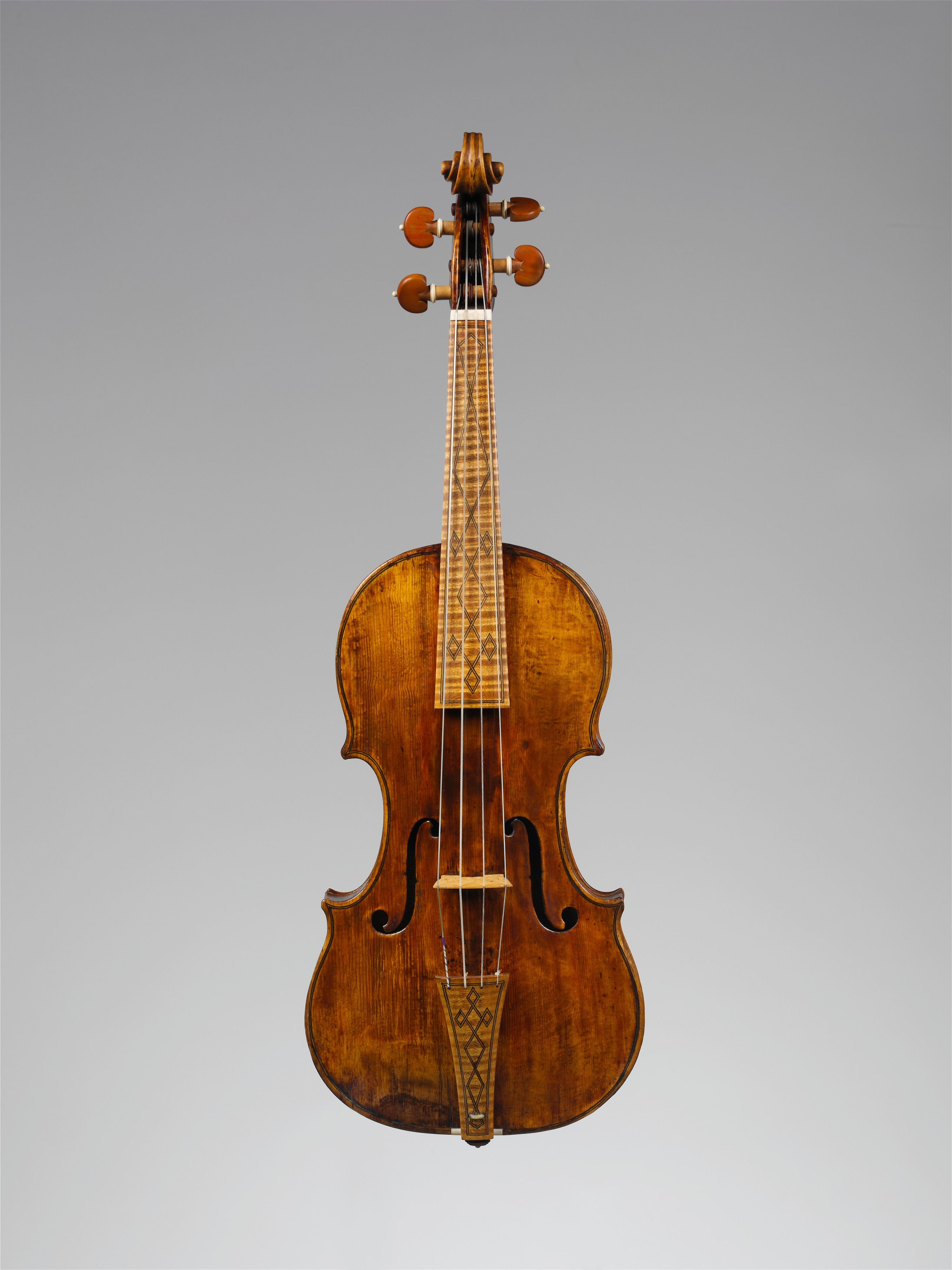
Egy Niccolò Amati-féle hangszer, amely Cremonában, 1669-ben készült

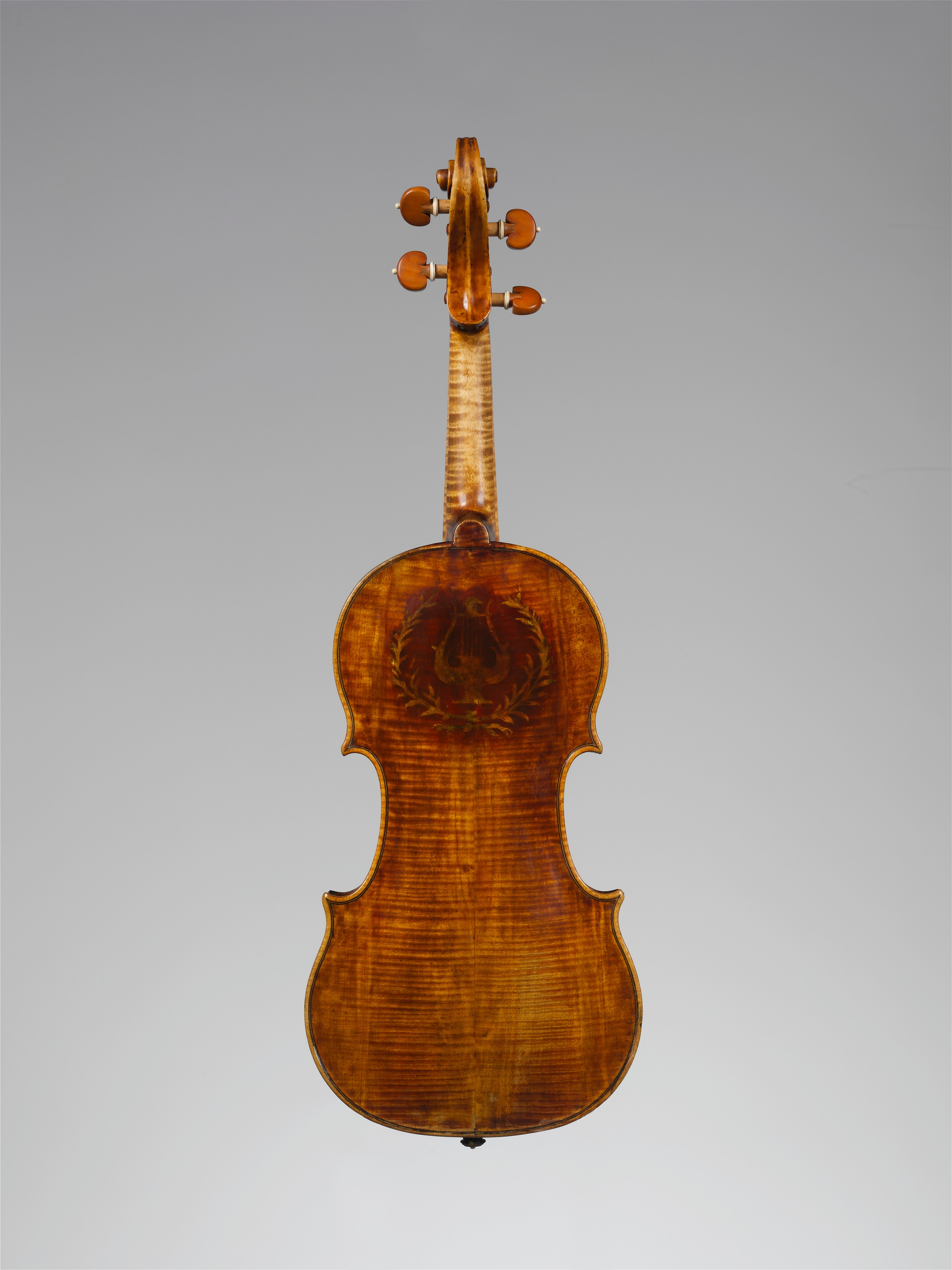
Ugyanazon hangszer hátlapja

A vonós hangszerek valamikor a 8-9. század környékén alakulhattak ki Belső-Ázsiában, mert a 9–10. századi arab forrásokban az iklik/iqkliq, iklij, yiklij terminusok vonós hangszerekre utalnak. A török eredetű „ok/ik” (’íj’) jelentésű szóból képzett „okli/iklij” alak jelentése („íjjal vagy vonóval”). A vonós hangszerek első, egyértelmű leírása a feltehetően török származású Abú Naszr Muhammad al-Fárábí 900-ban megjelent „Kitáb al-múszíkí al-kabír” (’A zene nagy könyve’) című művében található, ahol a szerző leírja a hangszerek megszólaltatásának lehetséges módozatait, és a felsorolás végén olyan hangszerekről tudósít, amelyeket más húrokkal vagy ahhoz hasonlókkal szólaltatnak meg. A hangszerkutatások arra mutatnak, hogy a vonós hangszerek a 10–11. század folyamán arab átvétellel, a mozarab spanyol és bizánci kultúrákban közel egy időben terjedhettek el. A különböző eredetet bizonyítja, hogy amíg a korai nyugat-európai ábrázolásokon frontális (felső vagy alsó állású), hangolókulcsos megoldás látható, ami a belső-ázsiai hangszerekre volt jellemző, a közel-keleti és a bizánci ábrázolásokon látható vonós hangszereken viszont jellemzően laterális (oldalsó állású) hangolókulcsok láthatóak, ami az arab hangszerekre volt jellemző.
Korai formájában a 11–12. századi nyugat-európai ábrázolásokon jellemző, hogy egy hurok segítségével a hangszertesten átnyúló nyak alsó részéhez erősítették a húrokat. Későbbi fejlemény (13–14. század), amikor azokat egy közbeiktatott húrtartó segítségével a kávához rögzítik. A 13. században még egymás mellett él a nyugati és a keleti játékmód, majd a 13. század végétől állandósul a vállhoz vagy az állhoz szorított nyugati játéktechnika. A 12. század előtt a fidulák testét a nyakkal és a hangolófejjel együtt egyetlen fadarabból faragták ki (monoxilitikus kialakítás). Csak a tetőlap készült külön hasított, faragott fenyőlapból. A 12. századtól a gyalu és a fűrész illetve a ragasztás technikája alkalmazásával lehetővé vált, hogy a hangszerek káváját, a nyakkal együtt, egy vastag deszkát kívül-belül körbefűrészelve alakítsák ki, majd a sík tetőt és a hátat külön ragasszák erre rá. A 14. században jelenik meg a káva nedvesen, meleg vason való hajlítása és a 16. századtól kezd elterjedni a hangszerek lakkozása. Állandósul a vállhoz vagy az állhoz szorított nyugati játéktechnika. A 16. században elterjedő kávás építésű, lakozott vonós hangszerek elnevezéseit az ókori és középkori, először pengetett, majd vonóssá váló népszerű hangszertípus, a „líra” nevéből képezték. A líra név a hangszertípussal együtt Bizáncból átkerült Itáliába is, ahol a játékmód szerint két fő típusa alakult ki, a lira da braccio (’karlíra’) és a lira da gamba (’láblíra’). Valószínűleg a 16. század első felében a Medici-család megbízásából Andrea Amati már elkészíthetett egy olyan, utcazenélésre is alkalmas hegedűt, ami minőségében elérte az akkori legelterjedtebb hangszer, a lant színvonalát.
A hegedű először Észak-Itáliában bukkant fel, a 16. század közepén. Annak ellenére, hogy a hangszerek nagy része azóta elpusztult, festményekről ismerjük az akkori „hegedűket”. Ezek nagy részének csak három húrja volt. A hegedű megalkotói valószínűleg három forrásból kölcsönöztek ötleteket: a rebektől, amit a 10. század óta használtak (és az arab rebáb hangszer nyomán került be Európába), a fidulától, illetve a lira da bracciótól. Az első pontos leírás Jambe de Fer A zene összegzése (Epitome musical) című könyvében található, amit 1556-ban adtak ki Lyonban. A hegedű ekkorra már Európa-szerte igen elterjedt volt.
Egyes állítások szerint az első igazi hegedűt Andrea Amati készítette a 16. század első felében a Mediciek részére, akik egy olyan, utcazenélésre is alkalmas hangszert szerettek volna, ami minőségében eléri az akkori legelterjedtebb hangszer, a lant színvonalát. Amati eredetileg csak pengetős hangszerekkel (liuto, azaz lant – innen származik az olasz hegedűkészítők mai neve – liutaio – is) foglalkozott, és csak abban az időben kísérletezett gambák építésével. Mivel a gambák hangja igen szép, de túlságosan gyenge volt, Amati a jövőt egy újfajta vonóshangszerben látta. A hegedű megjelenése után igen gyorsan elterjedt Európa-szerte. Például az akkori francia uralkodó, IX. Károly egész zenekarnyi hangszert rendelt tőle. A legrégebbi, még egyben lévő hegedű, ami a „IX. Károly” becenevet viseli, Cremonában készült 1564-ben. A leghíresebb hegedűkészítő családok: az Amati, Guarn(i)eri és Stradivari. Ezenkívül híresek még Jean Baptiste Vuillaume és Stainer munkái, utóbbi szintén az Amati családtól tannulta ki a mesterséget. Érdekesség, hogy az 1800-as évek elejéig Stainer hegedűit tartották a legtöbbre, értékük tízszerese volt egy Stradivarinak.
A hegedűkészítés Magyarországon közel százötven évvel az itáliai hegedűkészítés kialakulása után jelent meg, nagyjából a 17–18. században. Lenhardt János hangszerész és hangszerkereskedő – aki az 1920-as években az első magyar pedálos hárfáival vált híressé – kezdetben hegedűket készített, mesterhegedűi 1907-ben a pécsi országos kiállításon ezüstérmet kaptak.
A hegedű mai formája a 15. század környékén alakult ki. Alapvető alkotóelemei a kávarendszer (oldalak), boltíves tető, elő- és hátlap, nyak, amely csigában végződik, fogólap, húrtartó, láb, kulcsok. Formája, méretei, amelyeket az aranymetszés szabályai alapján terveztek, olyan tökéletesek lettek, hogy mind a mai napig ugyanezt a konstrukciót használják.
A 19. században hirtelen újabb fejlődésnek indult a hangszer; ekkor szorította ki a gambákat a koncertéletből. A köztudatba ennek ellenére az ivódott be, hogy a 18. század elejére teljesen kifejlődött, és azóta senki sem változtatott rajta semmit se radikálisan. Ez nagyjából így is van, de azért kisebb változtatások történtek:
- a nyak és a fogólap kicsit hosszabb lett,
- a fogólap sokkal szélesebb és laposabb lett, hogy az ujj jobban ráférjen, ezáltal erősebb hangja legyen,
- ezen változtatások a híresebb hangszereken (például Stradivariusok) is végbementek, mivel a hangmagasság emelkedésével értelemszerűen szükségessé vált a hegedű magasabbra hangolásának igénye is,
- a basszusgerenda könnyebb lett, mivel a húrerősség csökkent, ill. statikailag nagyobb szerep hárult a lélekre,
- eredetileg a nyak ragasztva, ill. szögelve volt a hangszerre, és a hátlap elkészültekor került be a hangszerbe; manapság a test teljes elkészültekor illesztik a helyére,
- továbbá megjelent az álltartó és a párna.

Ezen hangszereknek már eléggé eltér a hangjuk az eredetiekétől. Szerencsére fennmaradt jó pár eredeti darab is, ilyeneket, vagy ezek másolatát használják a historikus előadásmódot követő zenekarok. A hegedűből az idők folyamán igen sok különleges változat is készült, úgymint violino piccolo, pochette (zsebhegedű), quinton, violinofon, elektromos hegedű, illetve egy egész hangszercsalád, a hegedűoktett.

### A hegedűoktatás története

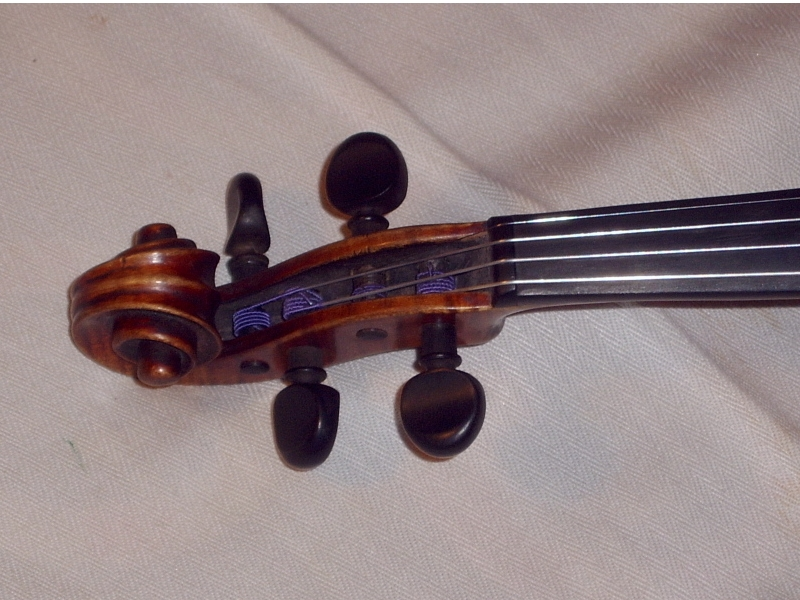
A hegedű csigája, amely a nyak végére illeszkedik. A fogólapon kb. idáig tart az első fekvés, amit a növendéknek elsőként kell elsajátítania

A barokk korból Daniel Merck, Michel Corrette vagy Francesco Geminiani emelhető ki Giuseppe Tartini mellett, aki a „L'arte dell arco”, vagyis A vonó(kezelés) művészete című opuszával, amely egyebek mellett 50 variáció egy Arcangelo Corelli témára, az első (ma ismert) hegedűetűd. Megemlíthetők még a Georg Philipp Telemann-féle Metodikus szonáták.
Az első jelentősebb és minden területet átfogó írás a hegedűpedagógia történetében Leopold Mozart Versuch einer gründlichen Violinschule (Kísérlet hegedűiskola megalkotására) című alkotása 1756-ból.
A modern hegedülés alapjait a franciák alkották meg a 19. század elején, elsősorban a Párizsi Konzervatóriumban. Legjelentősebb mesterek ebből az időszakból: Pierre Rode, Pierre Baillot, Rodolphe Kreutzer, Charles Auguste de Bériot, Carl Flesch és Louis (Ludwig) Spohr.

### Hegedű a komolyzenében
A klasszikus hegedű a 16. század óta szerepel az európai zenében, bár eleinte sokkal kevésbé tartották arisztokratikus hangszernek, mint manapság. Fénykorát a barokk zene concertóiban és a hegedűvirtuózok korában élte, de mint szólóhangszer azóta is a legnépszerűbb hangszerek egyike.
A hegedű a barokk kor óta a legfontosabb hangszer, a zenekarok jelentős részét teszi ki (manapság általában 20–24 fő). Általában két szólamra vannak osztva, van az első hegedű, amely sok esetben a dallamot játssza és virtuózabb, mint a második hegedű, amelyik kiegészítő dallamokat játszik, sok esetben pedig a szólam oktáv vagy tercpárhuzamban van az első hegedűvel, illetve néha megkapja a dallamot. Nem annyira látványosan virtuóz, mégis sokszor akár nehezebb is, mint az első hegedű. Az első hegedűsök szólamvezetője, aki közvetlenül a karmester balján, az első sorban ül, a koncertmester. Természetesen a hegedű ugyanúgy tagja a vonósnégyesnek (ami két hegedűt, egy brácsát és egy csellót tartalmaz), mint a többi vonós együttesfajtának, kivéve a konzortokat. Lásd még itt.

#### Főbb művek hegedűre

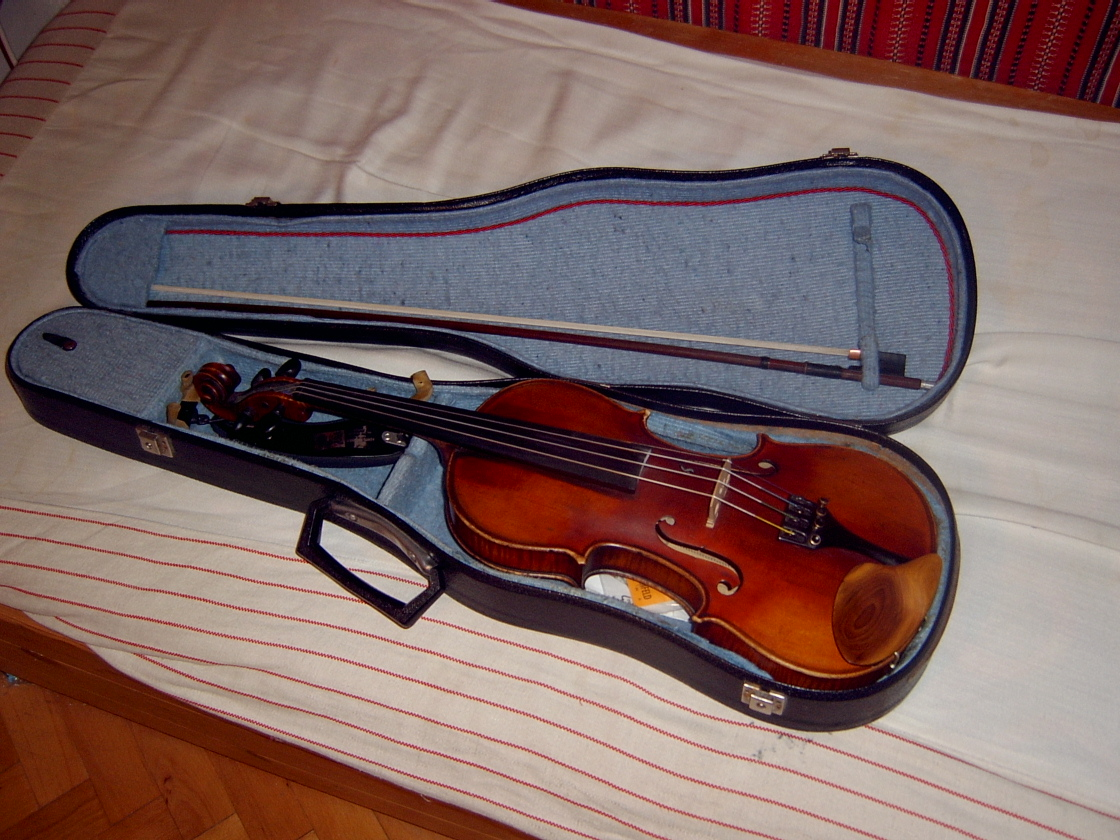
Hegedű tokkal és vonóval

##### Hegedűszóló
A hegedűre íródott szólóművek elsőként a barokk időszakában voltak népszerűek, jó példák erre Heinrich Ignaz Biber, Johann Sebastian Bach vagy Georg Philipp Telemann művei. A klasszicizmus és a romantika zenéjében általánosan csökkentek a nem billentyűsökre írt szólóművek; viszont annál több született a 20. században, ahol főleg Bartók Béla, Paul Hindemith és Igor Stravinsky művei jelentősek. A Híres Niccolò Paganini művei is ismertek.

##### Hegedű zongora-, illetve csembalókísérettel
Ezek általában a hegedűszonáták: zenemű, szóló hegedűre, gyakran (de nem mindig) – népszerűek például Joseph Haydn brácsakíséretes szonátái – zongora vagy más billentyűs hangszer, pl. csembaló kíséretével, vagy a barokkban a Basso continuo által. Megjegyzendő, hogy egyes szerzők (például Wolfgang Amadeus Mozart vagy César Franck inkább hegedűkíséretes zongoraszonátákat írtak).

##### Hegedűversenyek

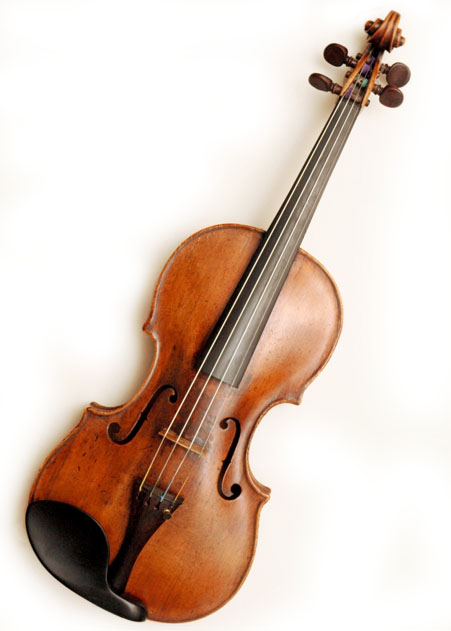
Egy Stainer-utánzat

Kialakulásuk feltehetőleg a virtuóz koncertmesterek megjelenésének köszönhető. A műfaj úttörői Giuseppe Torelli és Antonio Vivaldi, de híresek még Johann Sebastian Bach hegedűversenyei is. A bécsi klasszikus zene mindhárom nagy mestere (Joseph Haydn, Wolfgang Amadeus Mozart ill. Ludwig van Beethoven) is írt versenyműveket erre a hangszerre. A főbb romantikusok (Luis Spohr, Felix Mendelssohn Bartholdy, Robert Schumann, Johannes Brahms vagy Max Bruch) se maradnak le ebből a szempontból, bár ők inkább kevesebb (elsősorban a rengeteg zongoraverseny megjelenésének köszönhetően), de nagyobb szabású versenyműveket írtak. A 20. században szintén nagyon népszerű maradt (híresebb szerzők: Arnold Schönberg, Alban Berg, Bartók Béla ill. Igor Stravinsky), bár térvesztés figyelhető meg a brácsaversennyel szemben. A romantika óta léteznek ún. zenekari kíséretes koncert- vagy karakterdarabok. A hegedű általában aktív résztvevője a concerto grossóknak is.

##### Kamarazene hegedűvel

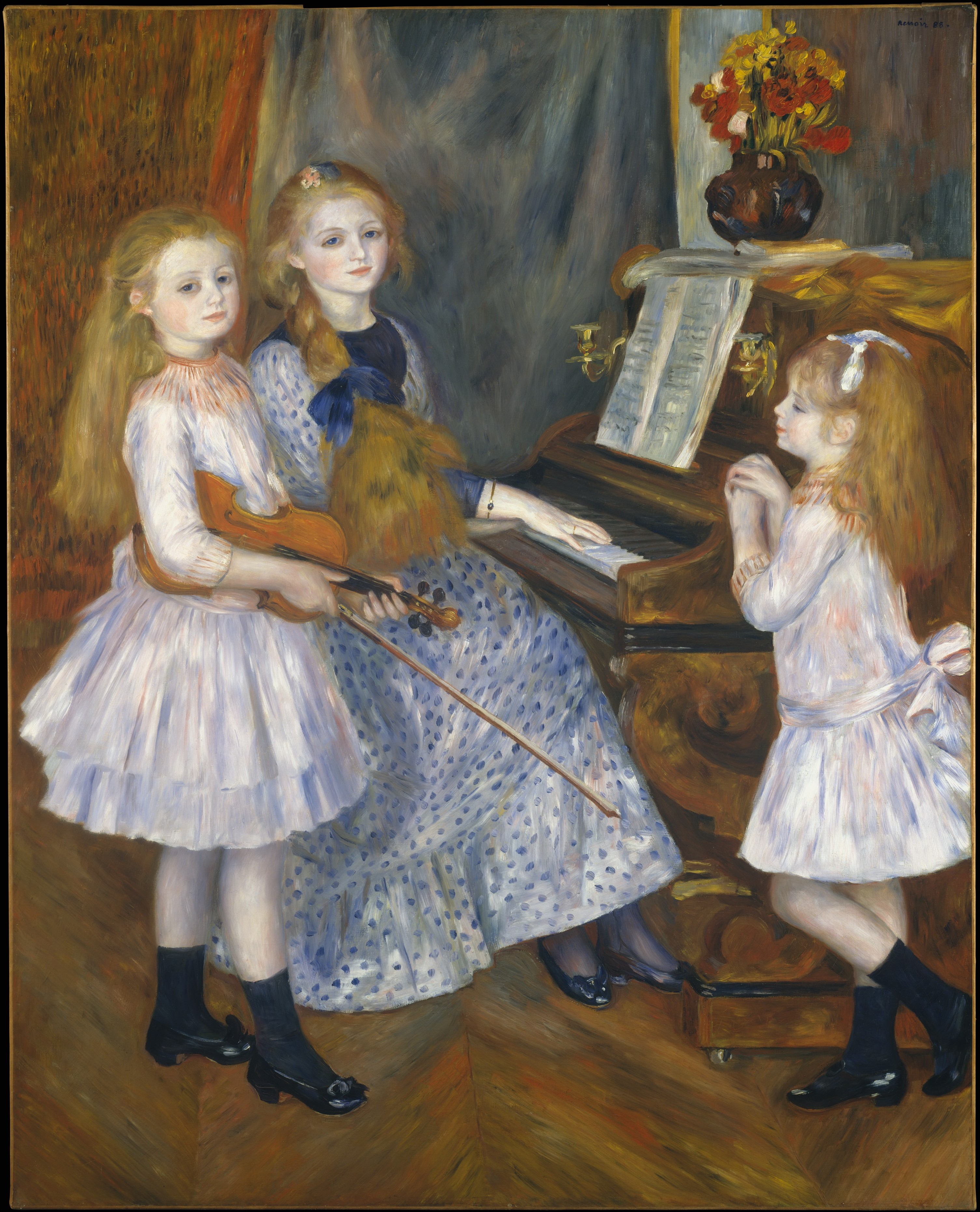
A hegedű évszázadokig a társadalom felső rétegének preferált műkedvelő hangszere volt. (Pierre-Auguste Renoir: A Catulle-Mendès-lányok portréja a zongoránál)

A vonóstriók, triószonáták, zongorástriók, vonósnégyesek, vonósötösök és vonósszextettek meghatározó tagja, általában a dallamvivő hangszer.
Néhány főbb hegedű-kamaramű:
- Bartók Béla: 44 duó két hegedűre
- Ludwig van Beethoven: Szerenád fuvolára, hegedűre és brácsára
- Joseph Haydn: Duók hegedűre és brácsára, szonáták mélyhegedűkísérettel
- Wolfgang Amadeus Mozart: Duók hegedűre és brácsára (G-dúr és B-dúr, K. 423 és 424)
- Igen sok hárfa-hegedű kamarazene született, lásd kamarazenei művek hárfára

### Hegedű a népzenében

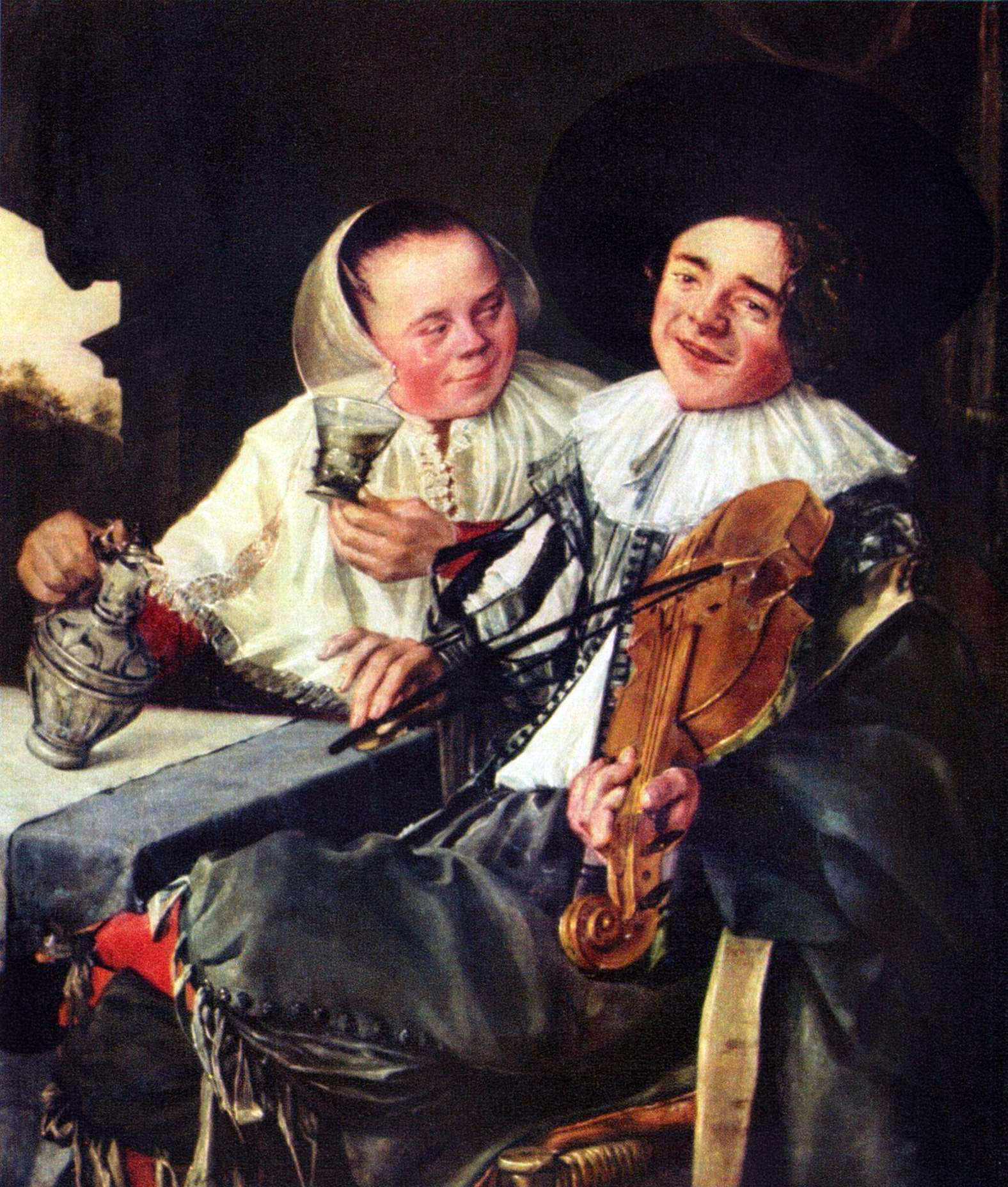
Mint erről a képről (Judith Leyster: Vidám társaság) is látszik, a nép körében is nagy népszerűségnek örvend(ett) a hangszer

Sok nép zenéjében is található hegedű, többek között a magyarban is, de jelentős szerepe van az ír, német, osztrák, román, skandináv és szláv népzenében.
Az ott használatos hangszerek megegyeznek a klasszikus értelemben vett társaikkal, külön, speciális népi hangszerek nem nagyon készülnek. Viszont egyes esetekben eszközölnek változtatásokat:
- Elvékonyítják a hasat (kaparás) – ideiglenesen megnő a hangerő, viszont az elvékonyított fa hamar elfárad és egyébként is sérülékenyebb. Rossz hangú hangszerek eladás előtti tuningja ez.
- Húrokkal való manipuláció – vastagabb húrokat tesznek fel, finomhangolóval a mélyebb húrokra is.
- Bartha Ágoston egyik tanulmányában megemlíti, hogy Gyimesközéplokon egy ötödik húrt szerelnek a hegedűre, amin nem játszanak. Ez egy zengőhúr, ami hangosabbá teszi a játékot, mert alaphangként rezonál a fogólap alatt.[6]

### Dzsessz
A hegedű a dzsessznek szinte kezdete óta része, bár közel nem akkora a jelentősége, mint a komolyzenében. Nagyobb népszerűségnek inkább a countryban örvend. Könnyűzenében elvétve akad. Joe Venuti volt az első nagy dzsesszhegedűs, aki az 1920-as években a gitáros Eddie Langgal dolgozott együtt. További híres személyek: Stéphane Grappelli, Stuff Smith, Ray Perry, Ray Nance, Claude „Fiddler” Williams, Leroy Jenkins, Jelle van Tongeren, Billy Bang, Mat Maneri, Malcolm Goldstein…

### Könnyűzene
Miközben a rockzenében a gitárhoz és a basszusgitárhoz képest nagyon keveset használják, addig a mainstream popzene oszlopos tagja. Final Fantasy és Andrew Bird játszanak kvázi hegedűs rockot. Hegedűsök olyan fősodrásban levő popsztárok, mint Vanessa Mae, Bond, Miri Ben-Ari, Yellowcard, Nigel Kennedy és a Dave Matthews Band Boyd Tinsley-vel és Jean-Luc Pontyval; a U2 is néha használ (általában elektromos) hegedűt. Az ún. csellórockban is szerepel hegedű. Az igen népszerű Motown-felvételek az 1960-as és '70-es évekből egyfajta névjegyként használják a hegedű hangját zenéjük textúrájában. Egyes popműfajok szívesen használnak teljes szimfonikus zenekarokat, abban is természetesen szerepel a hegedű. Ezen időszak diszkózenéje is szívesen alkalmaz hegedűt. Az 1980-as évekre megint kiment a divatból, de manapság ismét növekszik a népszerűsége.

## A hegedű felépítése
A hegedű formája, felépítése, szerkezeti részei, díszítése 300 éve gyakorlatilag nem változott, sőt a részek összeillesztéséhez használt ragasztó és a felületkezelésre használt pácok, lakkok összetétele is ugyanaz.

### Főbb részei

#### Korpusz

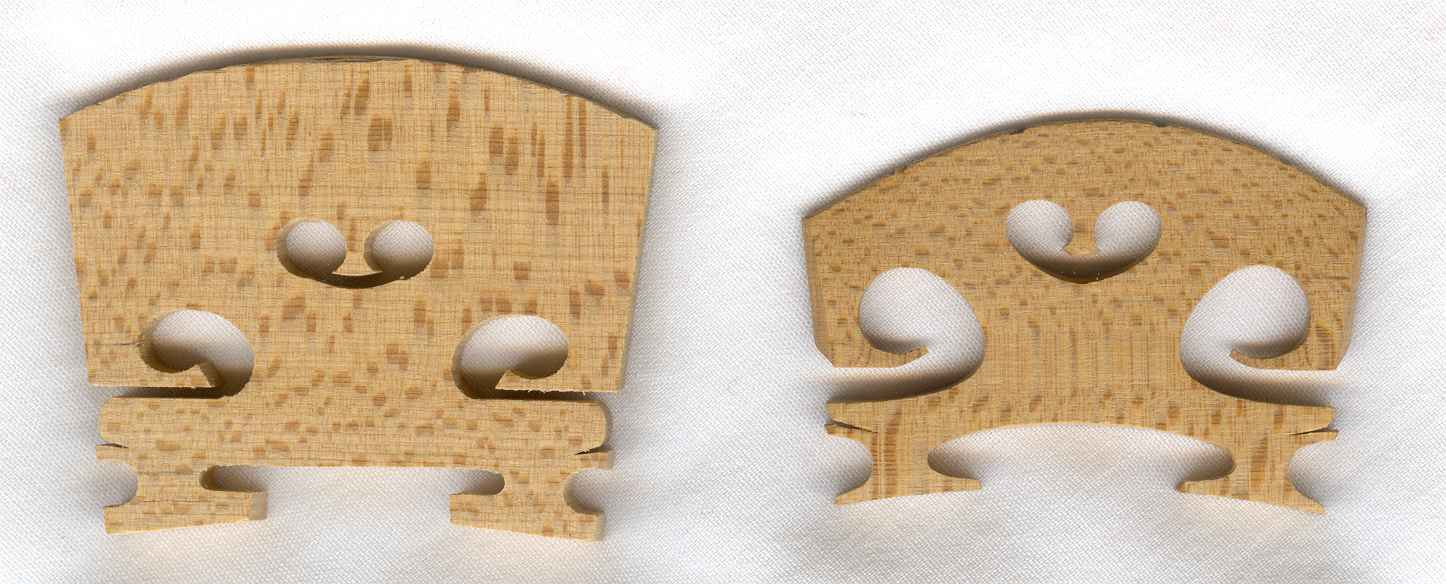
A láb

A korpusz (1) a hegedű rezonátorteste, a szerepe az, hogy a húrok rezgését átvegye, és azt a térbe hangként kisugározza. Szemből nézve jellegzetes homokóraformája van, összeszűkülő dereka lehetővé teszi a vonó akadálytalan mozgását bármely húr megszólaltatásakor. A tető (4) a korpusz felső lapja. Két sugármetszetű, középen szimmetrikusan összeillesztett lucfenyődarabból áll, enyhén ívelt formájúra kifaragva. Készítésekor először a külső, aztán a belső ívét faragják ki. A kész tető általában 2,4-3,5 mm vastagságú a húrtartó láb alatt. A megfelelő rugalmasság elérése érdekében a merevebb faanyagot vékonyabbra faragják, mint a puhát. A hangszernek ez az a része, melynek anyaga, formája, vastagsága, kidolgozása a leginkább meghatározza a hang minőségét. Ehhez középtájon illeszkedik a láb (13), amely különlegesen finoman kidolgozott alkatrész, a húrok rezgését továbbítja a tetőnek. A láb két oldalán szimmetrikusan helyezkednek el az f-lyukak, (10) melyek egyfelől olyan módon gyengítik meg a tetőt, hogy a láb szabadabban rezeghessen, másrészt a rezonátortest üregének biztosítanak bizonyos fokú nyitottságot, hangrést. A tetőt belülről egy hosszanti irányban futó léc, a basszusgerenda erősíti meg, amely kissé aszimmetrikusan, a mély húrok felé eső oldalon halad végig. A hát (6) alulról zárja le a korpuszt. Hasonló kiképzésű, mint a tető, a különbség az, hogy keményebb anyagból, jávorfából készül, és nincs rajta sem lyuk, sem gerenda. Készülhet egy darabból, vagy két szimmetrikus darabból fúgolva, mint a tető. A tetőt a háttal az oldallapok (5) kötik össze, a hegedű sajátos formájából adódóan ez hat darab különböző módon meghajlított jávorfa lemezkéből áll, melyeket a tőkék rögzítenek egymáshoz. A két szélükön belül ragasztóléc fut végig, hogy megnövelje a ragasztási felületet a tető és a hát rögzítése számára. Az alsó tőkéhez egy keményfa gomb csatlakozik, erre van akasztva a húrtartó, (9) amely esetenként a finomhangoló(k)nak is helyet ad. Ez az alkatrész rögzíti a húrok játékos felőli végét.

#### Lélek

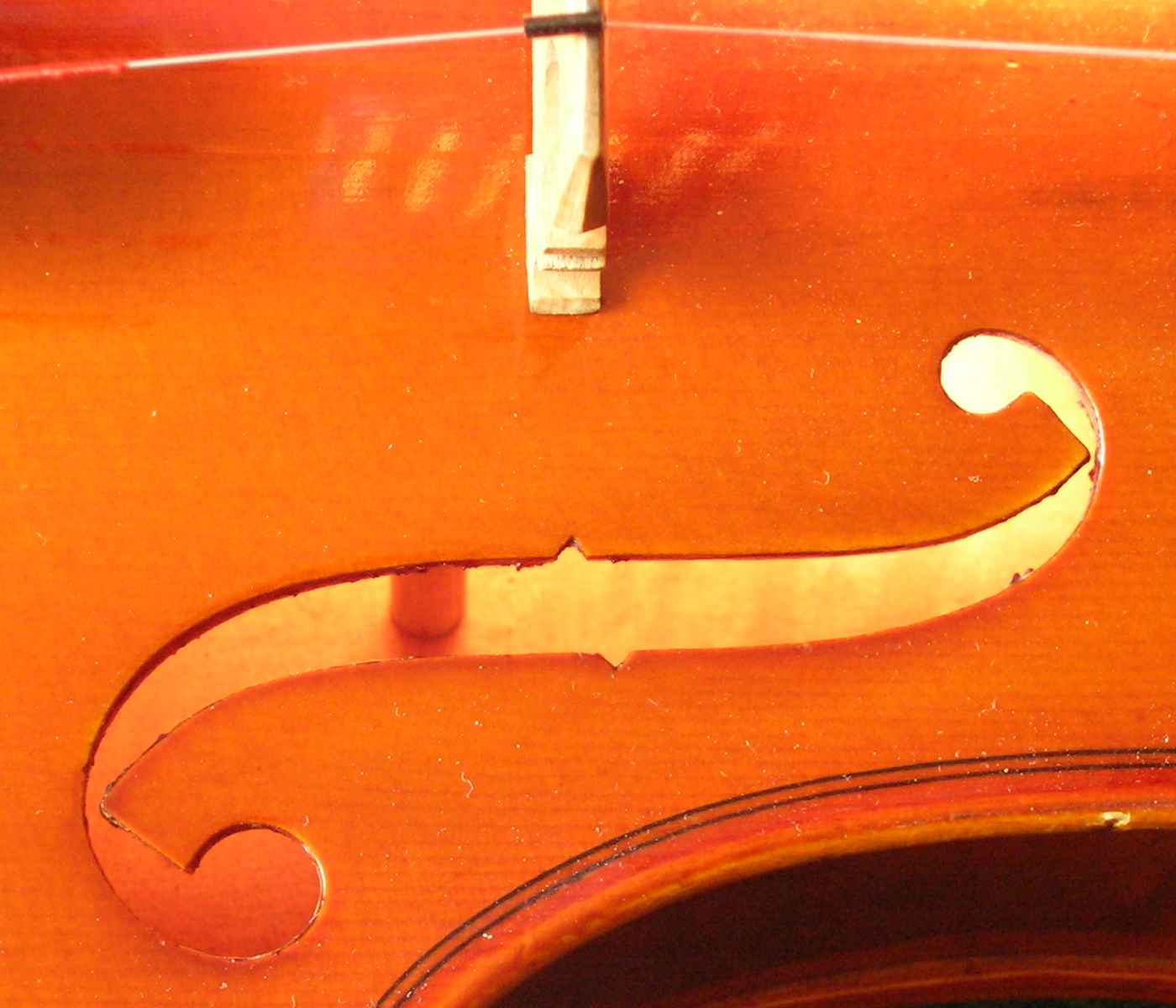
Az f-lyuk, benne a lélek is látható

A hegedű lelke egy lucfenyőből készült kis hengeres pálcika, ami a hangszer belsejében található, és nagyjából a láb magas hangok felőli oldalán ékelődik a tető és a hát közé. Nincs ragasztással rögzítve, hogy az f-lyukon át egy különleges szerszámmal benyúlva a helyzetét finoman változtatni lehessen. Ha eltávolítjuk, a hangszer szinte teljesen megnémul, de ha csak egy milliméterrel elmozdítjuk, az is jelentős változást okoz a hangban. Ez az alkatrész a legtöbb fajta vonós hangszerben megtalálható, a szerepe elsősorban az, hogy a húroknak a vonó által gerjesztett, a tetővel közel párhuzamos síkú rezgéseit a tetőre merőleges irányú rezgésekké alakítsa, amit a tető átvenni, továbbítani képes. Ezt olyan módon éri el, hogy a láb egyik talpacskája alatt viszonylag szilárd alátámasztást, csuklópontot ad, hogy a másik talpacskának adódhasson át szinte minden rezgési energia, ami utána a basszusgerenda révén eloszolhat az egész tetőn.

#### Nyak

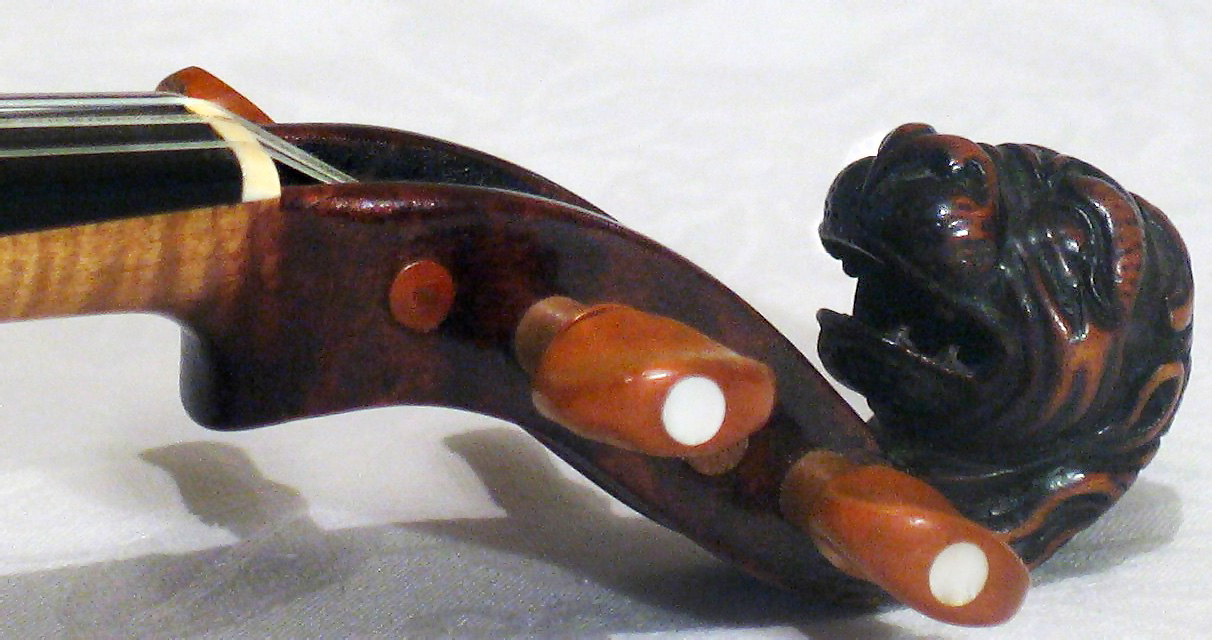
Egy Stainer-hegedű díszes csigája

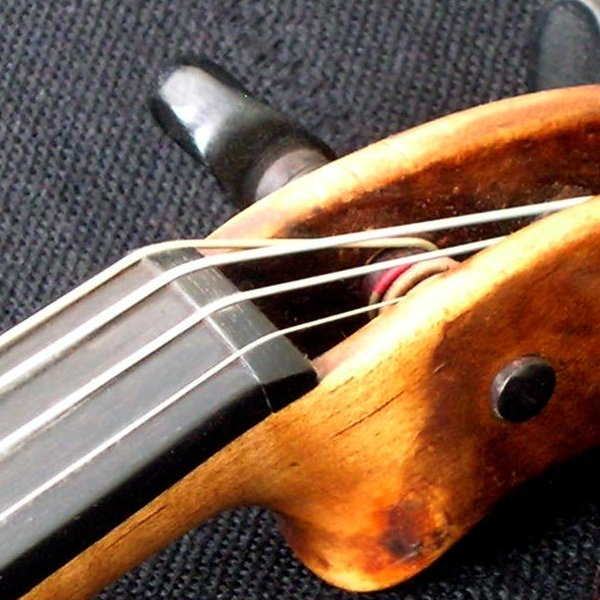
A nyereg

A nyak (2) a korpusz felső tőkéjébe illeszkedik, annak hossztengelyéhez képest kissé hátradöntve, Hegyi juharból készül. A felső felületén fut végig a fogólap, (3) amely ébenfából készül, s hosszan a tető fölé nyúlik. A másik végén található a kulcsszekrény (7) a csigával (8) és a kulcsokkal (12). A hegedűjátékos a hangmagasságokat a húroknak a fogólapra való lenyomásával képezi, tehát a nyak olyan formájúra van kifaragva, hogy kényelmesen a tenyérbe simuljon. A fogólap a láb görbületének megfelelően enyhén domború keresztmetszetű, s távolabbi végén található a nyereg (11), amely a húrok egyik rezgési végpontját képezi.
A hangolófej csigaformájú faragványban végződik, amely a készítő „kézjegyeként” is funkcionál. Ezt annyira tiszteletben tartják, hogy amennyiben egy értékes hangszer nyaka tönkremegy, és ki kell cserélni, az új nyakra is a régiről levágott fejet, csigát építik rá. A húrok a nyeregből egy vályúszerű mélyedésbe, a kulcsszekrénybe futnak, ahol a keresztirányban beillesztett kulcsokra vannak feltekerve, amelyek ébenfából vagy grenadilfából vannak esztergálva. Fontos, hogy nagyon pontosan – és kúposan – illeszkedjenek a fej furataiba, hiszen ezen múlik a hangszer pontos behangolhatósága. A kúposság a rögzítést szolgálja, esetleg fenyőgyantával növelve a tapadást.

### Alapanyagok

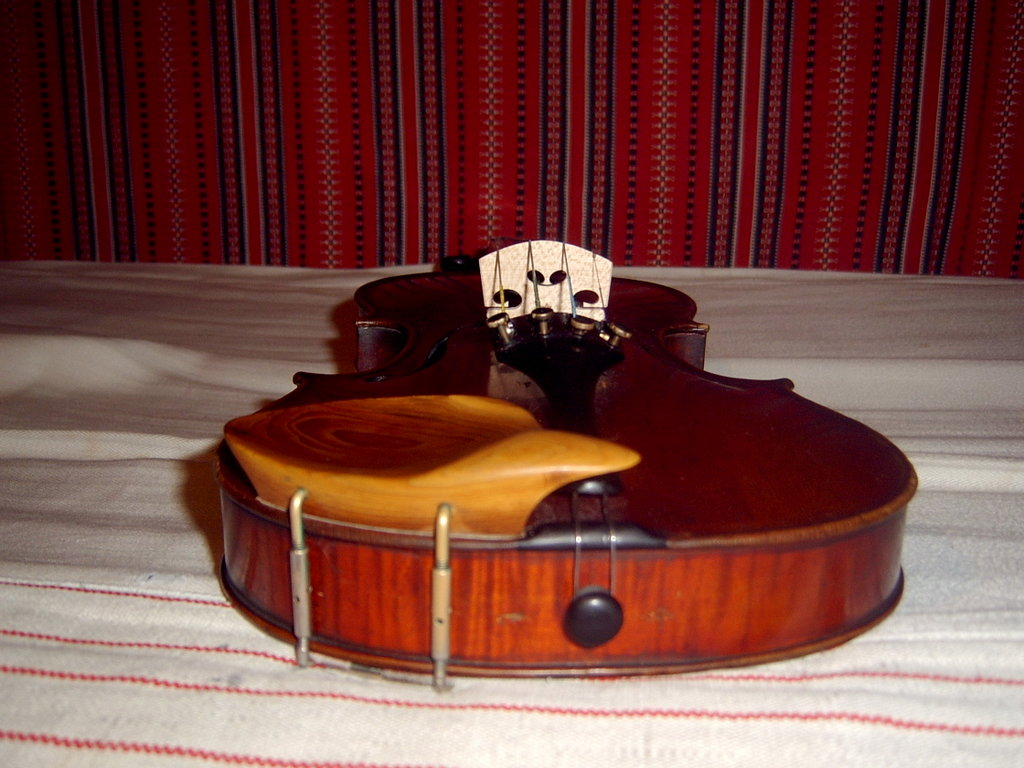
A hegedű „alulnézetből”

A hangszertető, a gerenda, a lélek a tőkék és a kávalécek tűlevelű lucfenyőből, míg a hát, a káva, a nyak, a kulcsszekrény a csigával és a láb középkemény lombos fából, hegyi juharból készül. A nagy igénybevételnek, kopásnak kitett fogólap készítéséhez ébenfát használnak. A kulcsok, a húrtartó, a gomb és az álltartó paliszanderből, bukszusból, ébenfából vagy egyéb egzotikus faanyagból készülhetnek.
A lucfenyő Európában az egyik legelterjedtebb, legközönségesebb fafaj, hangtani tulajdonságai miatt azonban a legmegfelelőbb a hegedűtető elkészítésére. A rezonánsnak való tetőanyagokat gondosan válogatják. Ennek az anyagnak a minősége döntő befolyásolja a hangszer hangzását, valahogy úgy, ahogy a szőlő minősége eldönti a bor zamatát.  Statikai szempontból fontos, hogy a tető készítéséhez a fa sugárirányú metszetét használják, így az évgyűrűk merőlegesen haladnak át a tető vastagságán.

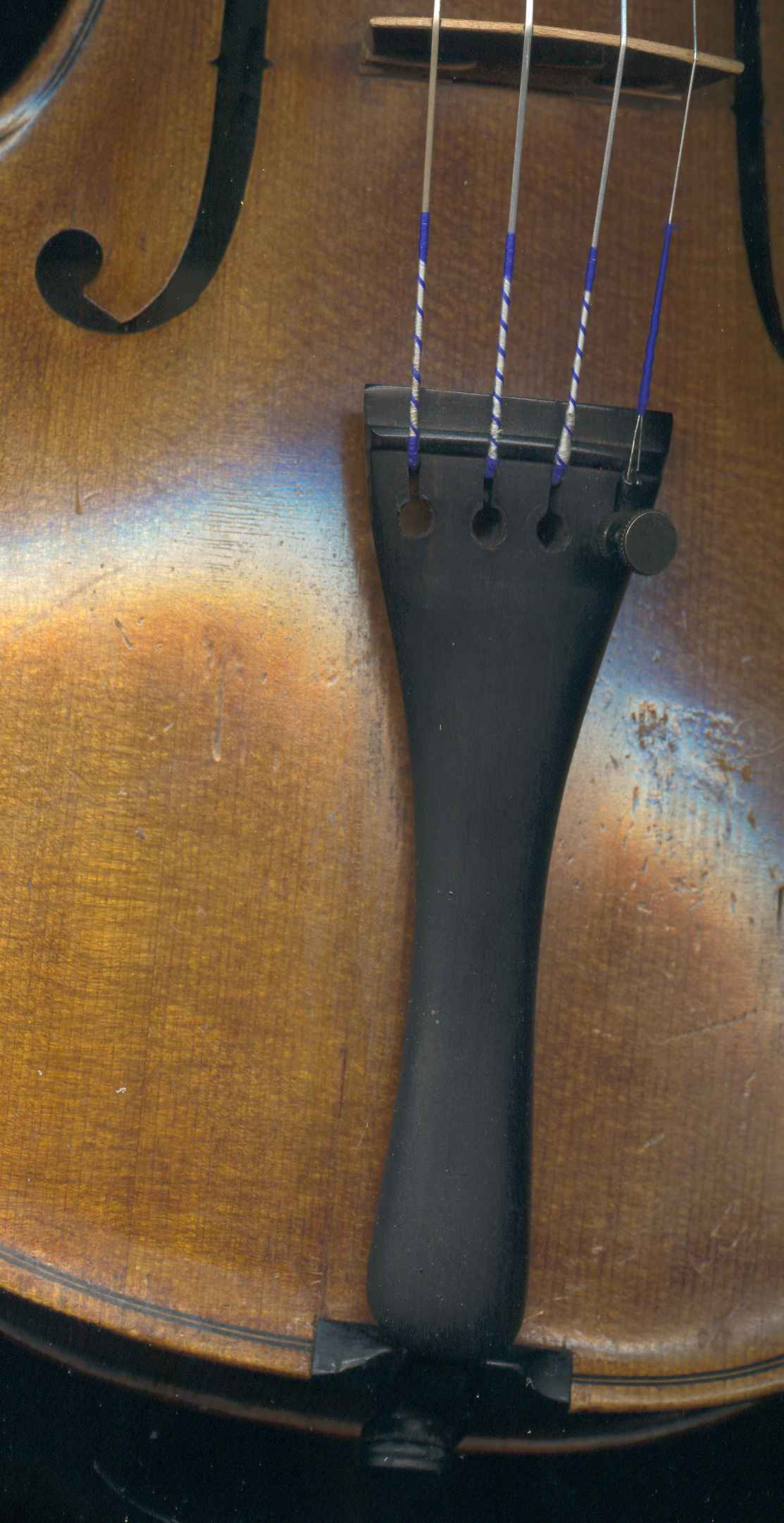
A húrtartó

A hát, a káva és a nyak legkedveltebb anyaga a habos jávorfa. Ez nem külön fafaj, hanem szintén hegyi juhar, amelynek rostjai egy bizonyos fejlődési rendellenesség miatt nem egyenesen, hanem hullámvonalban nőnek. Az ilyen faanyag esztétikai kvalitásai mellett különleges akusztikai és statikai tulajdonságokkal is rendelkezik.
A húrok eredetileg nyúl- vagy juhbélből készültek, (a népszerű sztorikkal ellentétben macskabélből nem) amelyeket ma kizárólag historikus zenekarok használnak, 19. századi vagy korábbi darabokhoz. A bélhúrok könnyen elhangolódnak és szakadnak, de ezeknek modern, ezüsttel vagy alumíniummal borított változatait magas áruk ellenére néhány zenész ma is használja. A mai átlag zenekari húrok többrétegűek. A belső mag rengeteg, a hajszálnál jóval vékonyabb plyamid szálból áll, és ezt borítja többnyire kétrétegű rozsdamenetes nemesfém, ezüst-, volfrám-, vagy krómötvözet, illetve könnyűfém alumíniumötvözetű finoman hengerelt külső réteg. A hegedű "e" húrja lehet egyetlen húzott rozsdamentes fémszálból de készülnek némileg vastagabb fonott, valamint elektrolízis útján arannyal bevont húrok.
A brácsahúrok felépítésben megegyeznek a hegedűhúrokkal, de az "a" húr mindig több rétegben fonott, műanyag vagy fémszál maggal. A zenekarban általában használt drága csellóhúrok többnyire fém magra fonottak, de természetesen gyártanak műanyagra font gyönyörű hangú csellóhúrokat is.

### Méretek
Gyerekeknek általában nem adnak teljes méretű, „egészes” hegedűt a kezükbe, mert az túl nagy lenne nekik. Ezért léteznek „tizenhatodos”, „nyolcados” (ezek elég ritkák), „negyedes”, „feles” és „háromnegyedes” hegedűk. A kis méretű hegedű tulajdonképpen az egészes hegedű arányos kicsinyítése. Természetesen nem várható tőlük az egészes hangszer tónusa (általában ún. dobozhangjuk van).
Egy teljes méretű hegedű testének (tehát a nyakat nem számítva) mérete kb. 35,4 cm. A háromnegyedesé kb. 33,5 cm, a feles pedig kb. 32,5 cm. Vannak speciális hétnyolcadosok is 34,4 cm hosszúsággal, de ezek eléggé ritkák, általában nagyon alacsony felnőtt hegedűsök preferálják (szokás nők hegedűjének is nevezni). A mélyhegedűk többféle testhosszal készülnek, 39 cm-től 44 cm-ig. Mivel méretük eléggé változatos, ezért meg szokták adni a hangszer testének pontos hosszát is, amely átlagosan kb. 40,5 cm. Az egészes hegedűkből is létezik több méret, például olyan, amely hosszúságában majdnem egy kisebb méretű brácsa is lehetne.
Itt jegyzendő meg, hogy egyes helyeken a gyerekeknek ragasztanak a fogólapra bundokat (általában ragasztószalagból), de amint kialakul a nebulónál a normális billentés és a hangok eltalálása, leveszik. Általában az USA területén használnak ilyen, egyesek által barbárnak titulált módszereket.

## A vonó

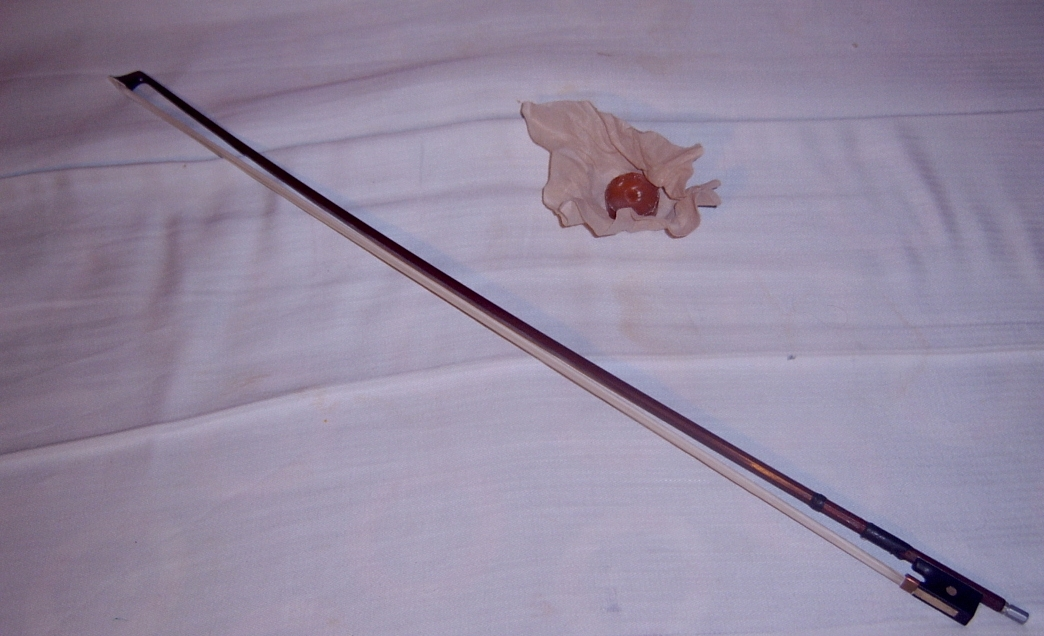
Vonó, gyantával

A vonón található (általában) fekete fogódarab a kápa, a másik végén pedig a csúcs. Ezek között feszül a szőr. A vonószőr napjainkban is hagyományosan a ló farkának szőréből készül (általában sárgás-fehér színű), bár léteznek olcsóbb vonók, amelyekben valamilyen szintetikus anyag helyettesíti a szőrt. A pálca általában fernambukból készül. A kápában található egy gyöngyház berakás, ez általában kagylóhéjból van, olcsóbb megoldás esetén műanyagból. Az átlagos hegedűvonó hossza 74,5 cm, tömege 55 és 65 gramm között van, emellett fontos a súlyeloszlás: a súlypont 24–25 cm-re kell legyen a vonó elejétől (feszítőcsavar nélkül mérve). A brácsavonók ehhez képest 5 mm-rel rövidebbek és 10 grammal nehezebbek. A vonókat általában meg kell „gyantázni” (egy gyantadarabot végig kell húzni a szőrön), hogy a vonó vertikálisan ne csúszkáljon, ill. hogy a húrok jobban rezegjenek.
A vonó a mai formáját a késő klasszicizmus korában (1800-as évek eleje) nyerte el. Az ún. „barokk vonó” nem volt ennyire masszív, a fa pedig ellentétesen görbült, mint ma (egy nagyon nyomott elfordított C-re emlékeztetett). Ennek ugyan az volt az előnye, hogy a kettős-, hármas-, ill. négyesfogások könnyebbek voltak, viszont például fortét nehezebb volt játszani rajta. Emellett élettartama is rövidebb volt.

## A hegedűkészítés

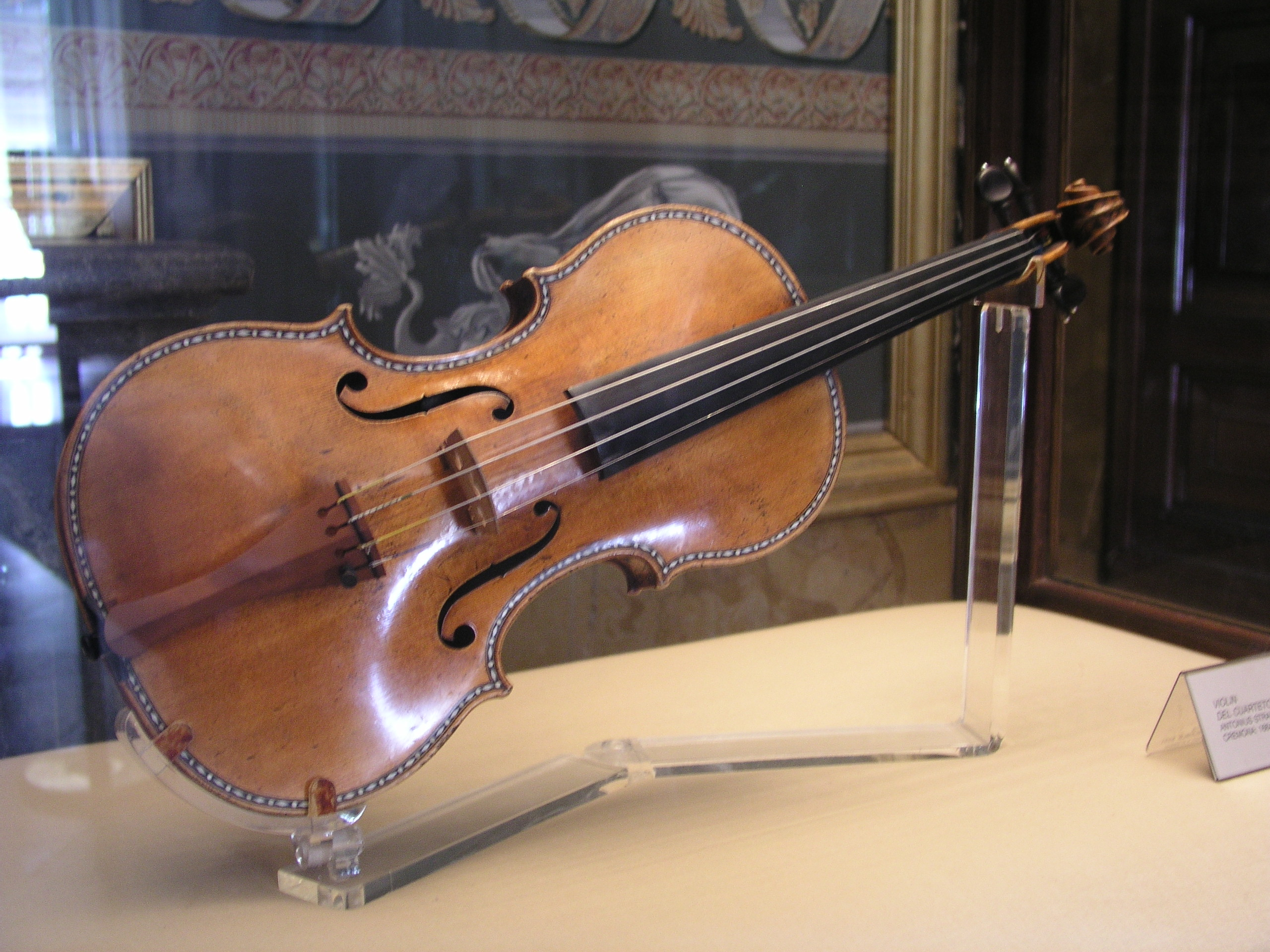
Egy Stradivarius

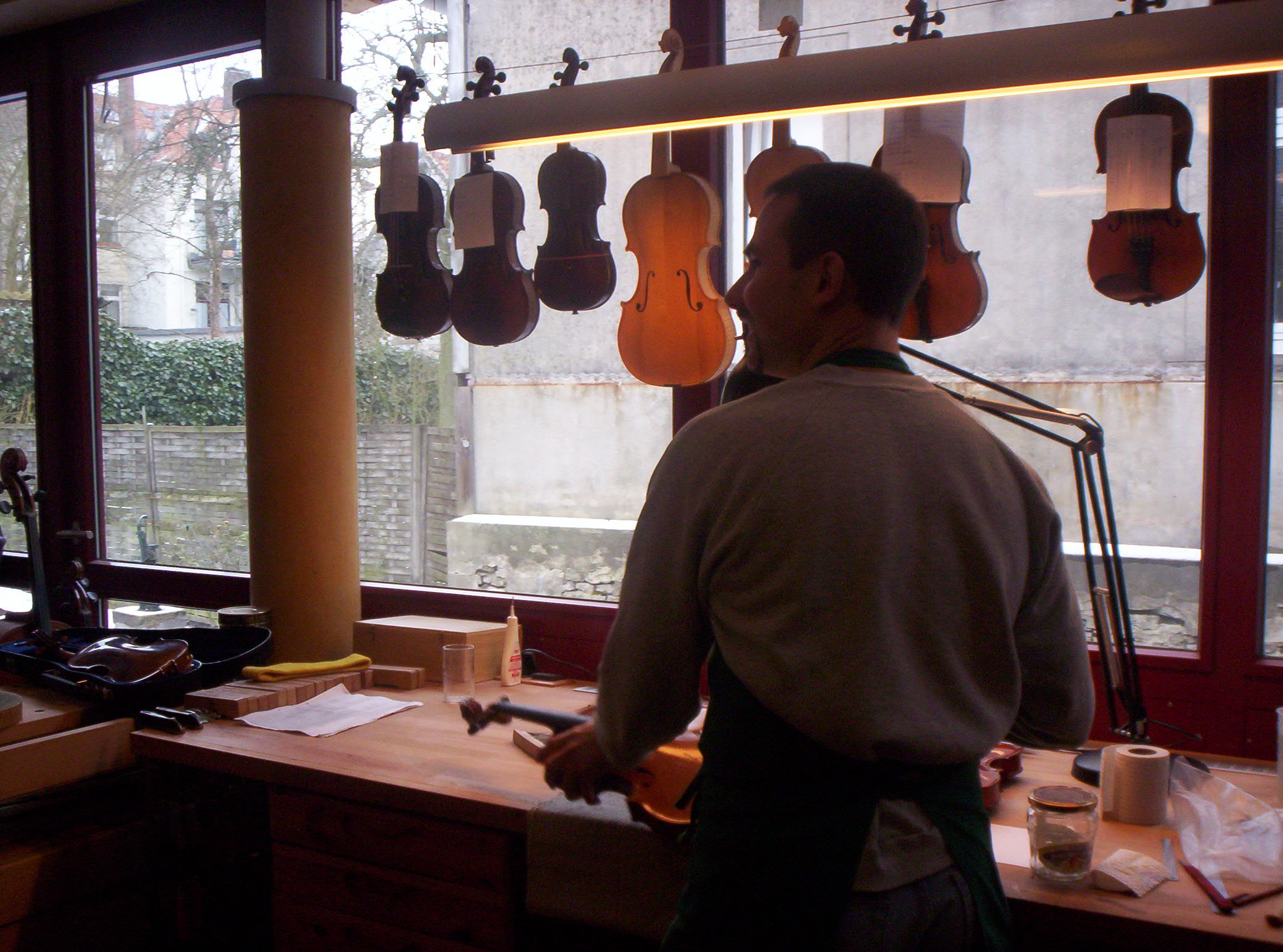
Hegedűkészítő műhely Németországban

A hegedűnek két fajtáját különböztethetjük meg, gyártásuk helye szerint.

### Gyári hegedűk
Létezik egy háromdimenziós mértani szerkezet, ami pontosan elhelyezi az alkatrészeket, a külső „kontúr” elkészítéséhez pedig a régi mesterhegedűk vonalát használják. Eme előállítás-típus gyors, gazdaságos, de minősége elég sok kívánnivalót hagy maga után. Általában csak a tanulók használnak ilyet.

### Mesterhegedűk
A mesterhegedűket a mai napig céhes keretek között készítik, sok egyedi nevet is kap, mint például a Stradivariusok. Az első lépés a terv kidolgozása, ezután a tervek alapján műanyagból vagy fémből elkészül a sablon. Ennek segítségével létrehozzák az elő-, ill. hátlapot, a bordázatot. Utána a nyakat készítik el, amit a testhez illesztenek. A végén az egészet lelakkozzák. A többi részt általában külön-külön vagy a mester, vagy az inasok készítik el. Mesterhegedűkből a feles, vagy annál kisebb méret ritka.

## A hegedű hangja
Egy régóta elfogadott elmélet szerint a hegedű hangját (és úgy általában a vonós hangszerekét) a fa sűrűsége és fizikai tulajdonságai határozzák meg. A hegedű esetében ezt az elő- és a hátlap akusztikus viselkedése határozza meg. Egy ehhez kapcsolódó részletes elmélet megalkotója a német Ernst Chladni.
A hegedű rendkívül szólisztikus hanggal rendelkezik (egyes megállapítások alapján hangja nagyon hasonlít az énekhangra), ezért a dallamot sok esetben a hegedű játssza. Egy jó hegedűs kezében a hangszer igen fürge, és le lehet játszani vele igen nehéz és gyors futamokat. Ezért a hegedű (a zongorához hasonlóan) igen gyorsan virtuóz hangszerré vált.

## A hegedülés
Hegedüléskor jobb kézben tartjuk a vonót, bal kézzel a nyakánál fogjuk a hangszert, amelyet bal vállunkra teszünk (ha van párna csatlakoztatva a hegedűre, akkor értelemszerűen az kerül a vállunkra), az állunkat pedig az álltartóra, vagy annak helyére helyezzük. Hangot úgy tudunk létrehozni, hogy a bal kézben az egyik ujjunkkal lenyomjuk az egyik húrt, a jobb kézzel pedig a vonót végighúzzuk a húron, vagy megpengetjük (pizzicato).

### Testtartás
Elég sokféleképpen tarthatjuk a hegedűt ahhoz, hogy megszólaltassuk, például akár úgy, mint az indiai eredetű carnatic zenében, ahol a csigának a lábat kell érinteni, vagy mint a zsebhegedűnél, ahol egyszerűen csak a kézfejen van. A legtöbb játékos a fentebb említett módon használja.
Az olyan kiegészítők, mint a párna vagy az álltartó használatát mindenkinek saját magának kell eldöntenie az alapján, hogy mi illik legjobban testéhez és játékstílusához. Ez a keresés általában sokáig eltart. A kiegészítőktől függetlenül a játékosnak a minél kiegyensúlyozottabb, természetesebb, komfortosabb tartást kell választania, egyenes gerinctartással, legfőképpen a nyaknál, ugyanis a rossz tartás maradandó egészségkárosítást okozhat. A test súlypontjának lehetőleg a bal lábra kell esnie. Egyes esetekben a jobb lábra való támaszkodás érdekes hatást válthat ki a hangban.
A bal csukló egyenesen (vagy majdnem egyenesen) való tartása nagy szabadságot ad az ujjmozgásnak, és csökkenti a megrándulás esélyét. Előforduló probléma a fiatal játékosoknál a csukló összeszorítása annak érdekében, hogy a hegedű tartását oly módon segítse, hogy a tenyér merev legyen, és a hegedű nyaka arra kerüljön (csúnya tenyerelés!). A nyak természetesnél magasabbra emelése szintén helytelen. A többi problémához hasonlóan, ez is a mozgási szabadság korlátozásához vezet, és tovább növeli a húzódás lehetőségét.

### A bal kéz szerepe a hegedülésben

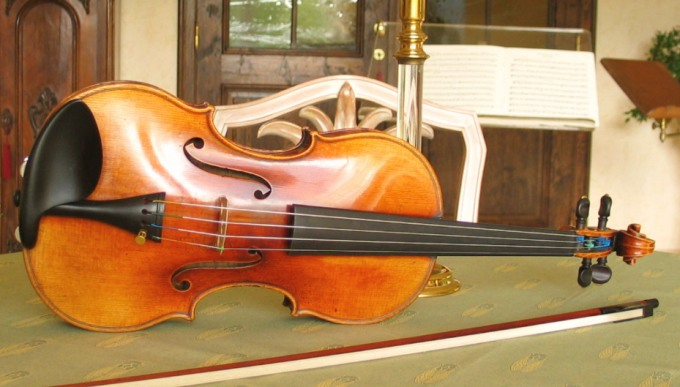
Vuillaume-hegedű, elölről

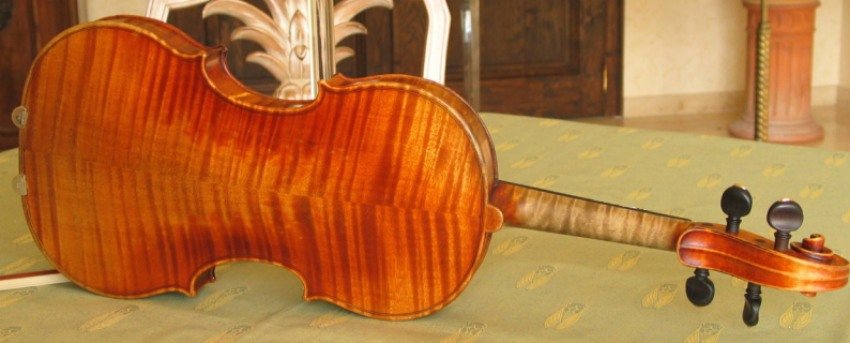
Vuillaume-hegedű, hátulról

Míg a gitárnál a hangszerre ún. érintők vannak szerelve, addig a hegedülésnél a játékosnak saját magának kell elsajátítani, hogy melyik hangnál hova rakja az ujját, különben a hang hamis lesz.
Ha hamis a hang, akkor az ujjuk odébbcsúsztatásával tudják „kitisztítani”. Többek között ezért szükséges a hegedüléshez nagyon jó hallás. Általában egy másik, üres húrt (lásd lejjebb) tudunk hozzáhúzni, aminek segítségével ellenőrizhetjük, hogy tiszta-e a hang, bár ez is csak félmegoldás, mivel a húrok játék közben elhangolódhatnak, emiatt sok esetben az üres húr sem tiszta.
Ezért a hegedűsök általában több órát gyakorolnak naponta (nem ritka az akár 6 órás gyakorlás sem!), amelynek egy részét skálázás és ún. ujjgyakorlatok teszik ki, amelyeknek céljuk az, hogy minél jobban elsajátítsák, hogy mikor hova rakják ujjaikat (tehát a minél pontosabb intonáció). Ezen gyakorlatok főleg a kezdetekkor fontosak, hogy minél jobb billentés alakuljon ki. A hosszabb, nehezebb futamokat pedig eleinte lassan, majd fokozatosan (általában metronóm használatával) felgyorsítják. Nagy hegedűsöknél előfordul, hogy rosszul billentenek ugyan, de olyan gyorsan korrigálnak, hogy a közönség észre sem veszi. Erre mondta Jasha Heifetz (1901–1987), hogy „ugyanannyi hamis hangot játszok, mint bárki más, csak még azelőtt korrigálom, mielőtt rajtam kívül bárki más meghallaná.”
Az ujjak meg vannak számozva: az első a mutatóujj és a negyedik a kisujj. Az úgynevezett üres húr (amikor nem tesszük le egyik ujjunkat sem), az a 0 vagy az angol nyelvterületeken O, mint open string. Eme számok gyakran megjelennek a kottában; akár „gyárilag” odanyomtatva (elsősorban a tanulóknak szánt instruktív kiadású kottákban), akár kézzel odaírva. Az ujjaknak három állásuk lehet: mély, magas, vagy nyújtott. E-húr második ujj esetén például lehet g (mély), gisz/asz (magas), de akár a (nyújtott) is.

#### Fekvések

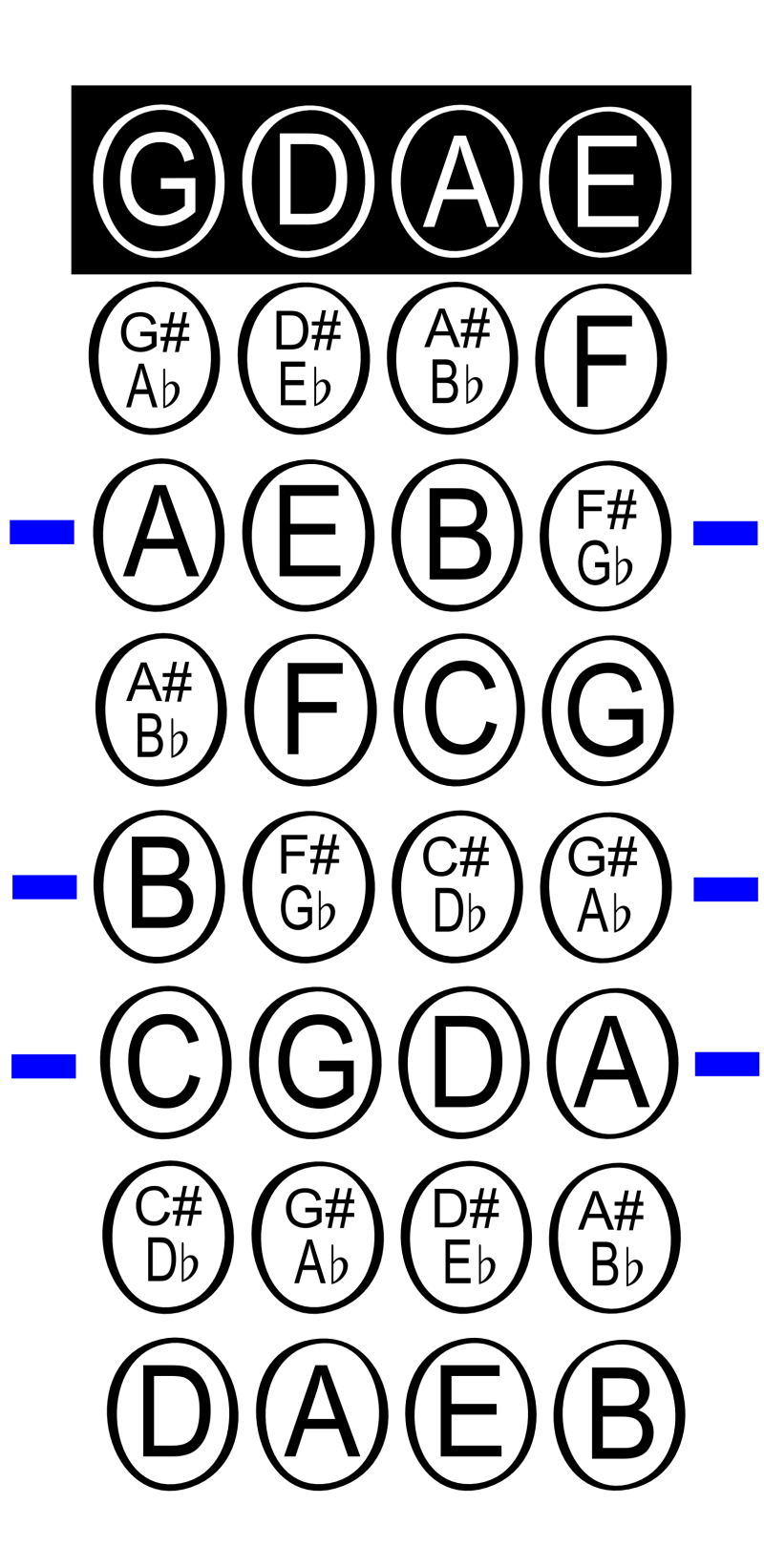
Fogástáblázat: az első fekvés hangjai.
A képen a hangok neve angolszász jelöléssel szerepel, tehát B helyett H értendő, Bb helyett B

Kezdőknek az elérhető legmagasabb hang a kétvonalas H, amit az E húron letett negyedik ujjal érhetünk el. Az ennél magasabb hangokhoz fekvést kell váltani, a kétvonalas H tehát csak akkor számít az elérhető legmagasabb hangnak, hogyha csak az első fekvést nézzük (tanuláskor először ezt tanítják a legtöbb esetben – csak egyes metódusok kezdenek a harmadik fekvéssel).
Fekvést úgy kell váltani, hogy a bal kezünket a fejünk felé húzzuk, és abban a helyzetben tesszük le az ujjunkat. Például ha a G-húrt nézzük, az ún. első fekvésben lerakva a negyedik ujjunkat D-hangot kapunk (az első fekvésben letett negyedik ujjak megegyeznek a következő üres húrral). Ha második fekvést játszunk, akkor az ujjunkat az E-húrra kell helyezni, harmadik fekvésben Fiszre és így tovább. Tehát a hegedűn elérhető legmagasabb hang nagyrészt a játékos képességétől függ. Egy jó játékos általában két- két és fél oktávot tud lejátszani egy húron. Természetesen a bekezdés elején említett H-t nem csak az E-húron lehet játszani: az A-húron az ötödik-, D-húron a kilencedik-, G-húron a tizenharmadik fekvést kell igénybe vennünk.
Felmerülhet a kérdés, hogy az A-, D- és G-húrokon miért van szükség fekvésváltásra, hiszen a magasabb hangokat lehet másik húron is játszani. Ez azért van, mert sok esetben egyszerűbb és kényelmesebb egy húron lejátszani egy menetet, mint villámgyorsan húrt váltani. Ezenkívül a különböző húroknak másfajta hangszínük, erősségük stb. indokolja az ilyen játékmódot, ezért sokszor maga a zeneszerző beírja, hogy egyes esetekben melyik húrt kéri. Erre példa, hogy a hegedűsök és a szerzők sokszor kerülik az E-úr használatát, hogyha fádabb (tompább) hangszínre van szükségük. A húroknak is van számuk, a G a IV., az E az I. húr. Általában a sul G, G/IV. saite, G/IV.a corde jelölésekkel találkozhatunk.

#### Üres húr
Az üres húr azt jelenti, hogy egyetlenegy ujjunkat se tesszük le a húrra, csak simán meghúzzuk a húrt. Ezt a módszert csak bizonyos hatásokhoz használják, mivel nincs ujj a húron, ezért más a hangszín (nincs rajta az a „fojtottság”), és bizonyos egyéb hatások (például a vibrálás) pedig nem érhetőek el. Természetesen a kis G-hanghoz mindig üres húrt használnak, mert azt másképp nem lehet lejátszani; más esetekben viszont az üres húrt kerülik.
Létezik az ún. bariolage effektus. Ezt csak a D-, A- és E-húroknál használhatjuk, mivel a módszer úgy működik, hogy az alsó húrra lerakjuk az üreshúr hangját (mondjuk D esetén a G-húrra például a negyedik ujjat) és kettősfogással együtt összehúzzuk a D-húrral. Ez igen sajátos hatást hoz létre, mivel egyszerre két hangszín kombinálódik. Ezt az effektust Joseph Haydn kedvelte leginkább; jó példa rá az op. 50 no. 6-os vonósnégyes, vagy a híres fisz-moll Búcsú-szimfónia. Híres példa még Johann Sebastian Bach E-dúr partitájából a prelúdium tétel. Két húr együttes meghúzásával a dudákhoz hasonló effektust hozhatunk létre, ami gyakran a népzenei elemeként használatos. Sok zeneszerző népi effektusokat így jelenít meg.

#### Kettősfogás

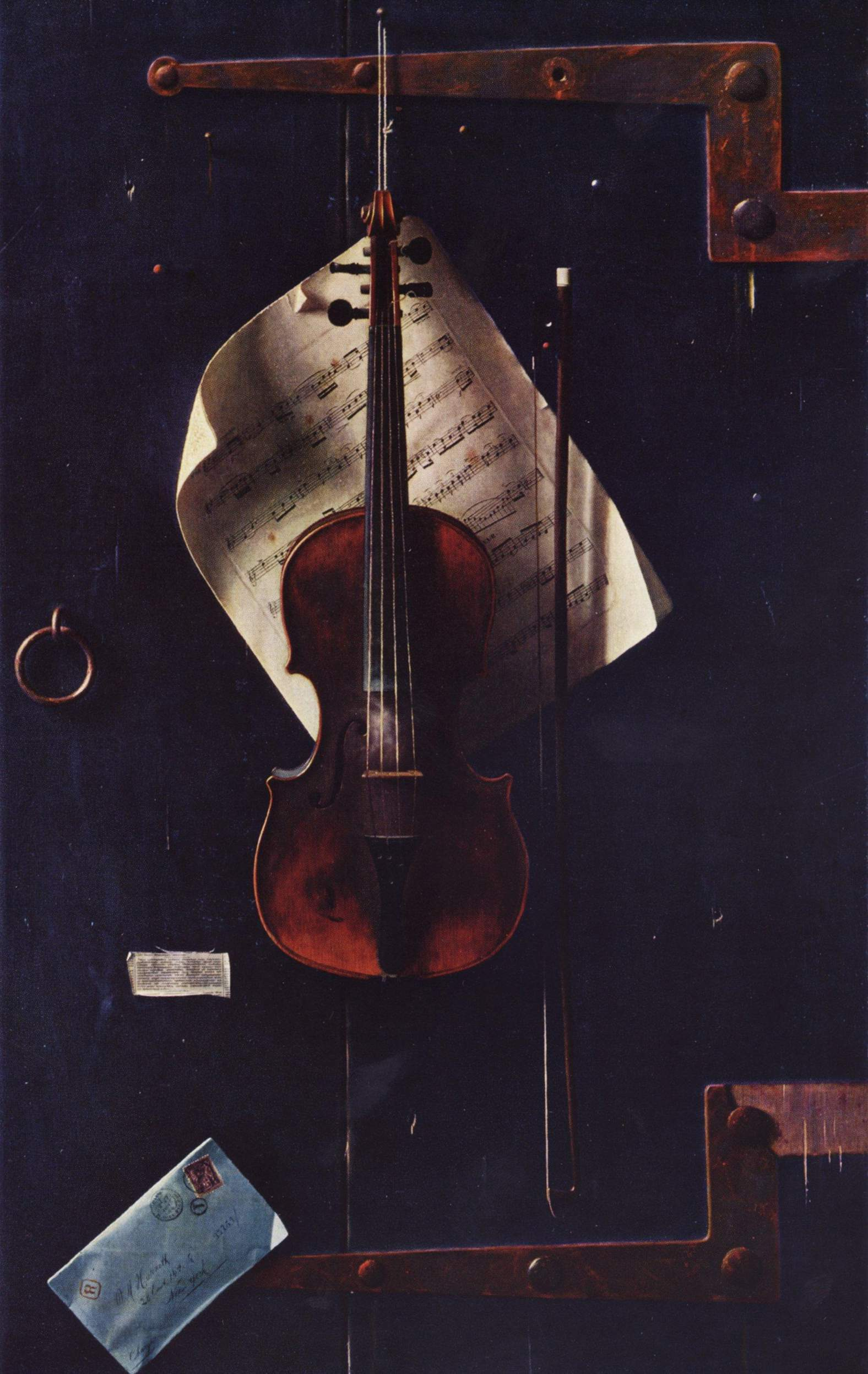
William Michael Harnett: Az öreg hegedű

A kettősfogás az, amikor egyszerre két húrt húzunk meg (ezeken általában eltérő ujjakat teszünk le), ezzel létrehozva egy hangközt. Ez természetesen sokkal nehezebb, mintha egy húron játszanánk, mert nem csak a vonót kell egyszerre két húron húzni, hanem egyszerre több ujjat kell lerakni. Sok esetben fekvést is kell váltani a kettősfogáshoz, különben az akkordot fizikai képtelenség lenne lejátszani. Vannak olyan esetek, amikor mindez három vagy négy hanggal történik, így egy akkordot kapunk, de ezeket hármas-, ill. négyeshangzatoknak is nevezhetjük.

#### Vibrálás
A vibrato (magyarul vibrálás) igen gyakran használt módszer, amikor is a hang nagyon gyorsan fel-le változik. Ezt úgy érhetjük el, hogy a lenyomott ujjunk ujjbegyét nagyon gyorsan fel-le mozgatjuk. A hegedűsök általában „le-fel” vibrálnak. A vibrato alatt a hang sokkal dúsabb lesz. Ez a módszer a romantikában volt nagyon kedvelt, és – a maihoz képest – nagyon intenzív volt.
A vibrálásnak több változata van: van, amikor az ujjbegyünket mozgatjuk, van, amikor az egész ujjunkat („ujjvibrato”), sőt akár az egész kézfejet („csuklóvibrato”), ill. a kart („karvibrato”) is lehet mozgatni. Természetesen ezek mind másfajta hangszínt adnak, amit játékosa, és a zenemű stílusa válogat. Egyes stílusokban például nem is kell feltétlenül vibrálni (például barokk zene).
Régebben azt hitték, hogy az intenzív vibrálással el lehet tüntetni a hamis hangokat, mert a fül úgyse tudja olyan jól érzékelni a hangok változását ilyen gyors változás mellett. Egy tanulmány kimutatta, hogy az emberi fül igenis érzékeli a vibrato magas és mély hangjait, nem csak az egész frekvenciát. Tehát senki se tudja a rossz intonációt vibrálással eltüntetni, sőt, gyors tempók esetén általában a vibrato okozza a hamisságot. Ezért a tanuló hegedűsöknek általában azt tanácsolják, hogy a vibratót csak a darab megtanulásának legvégén illesszék be.

#### Üveghangok
Ha a húrt nem nyomjuk le, csak megérintjük, akkor üveghangok keletkeznek. Ez azt jelenti, hogy a megszokott erős, homogén hang helyett egy magas, alapvetően sipító hangot hallunk. Ennek az az oka, hogy blokkoljuk a húr alaphangját, viszont a hangmagasság csak akkor változik, ha egy konkrét ponton lenyomjuk a húrt.
Nem minden hang helyén van azonban üveghang, csak a húr bizonyos pontjain, például a húr felénél vagy a húr harmadánál. Ekkor a húrnak csak egy része vibrál, például ha a felénél fogunk üveghangot, akkor a fele. Szintén ennél a példánál maradva ilyenkor a húr egy oktávval feljebb szól. Ez Püthagorasz felhangrendszer-elméletén alapszik. Ha az üveghangot nem jó helyen, ill. nem eléggé érintjük meg, akkor nyekergő, hamis hang fog csak szólni. Az elérhető üveghangok mennyiségét a hangszer minősége határozza meg. Jelölése: egy üres húrhoz hasonló karika a hang felett, vagy gyémánt alakú kottafej. Az üveghang-létrehozás másik módja az, hogy az egyik húron rendesen lenyomjuk az ujjunkat, és megérintjük a felette lévő kvartot (ami általában az első és a negyedik ujjra esik, mivel az üres húrt nem lehet használni, mert az természetes üveghang). Ekkor a lenyomott hang két oktávval felette lévő változata szólal meg, mert a húr ilyenkor négy részre osztódik, ez az ún. mesterséges üveghang. (Szintén lásd Püthagorasz felhangrendszer-elméletét.) Erre példa: ha a D-húron lerakjuk az első ujjunkat (e'), felette negyedik ujjunkkal megérintjük az a' hangot, akkor az e"' hang fog megszólalni.
Hasonló módszerek alapján még az is létezik, amikor az első hangot lenyomjuk, és egy tercet érintünk meg felette, ilyenkor a terc két oktávval feljebb lévő változata szól, ill. használhatunk még alap + kvint üveghang-fogást is, ilyenkor a kvint 2 oktávval feljebb szól (az előző példa folytatása: e' felett megérintjük a g'-t, lesz g"', vagy e' felett megérintjük a h'-t, lesz h"'). Eme két fogás elég ritka: a terces változatot elég nehéz kicsikarni a hangszerből, a kvintes esetben meg túl nagyot kell nyúlni. Jelölése: a megszokott kör alakú kottafej felett egy gyémánt alakú is található; ott kell megérinteni a húrt. Minden üveghangot elég nehéz eltalálni, főleg az utolsó kettőt, tehát sok gyakorlást igényel. Üveghangokat nagyrészt a 19. és a 20. század zenéjében találhatunk.

### Jobb kéz, hangszín: a vonó használata

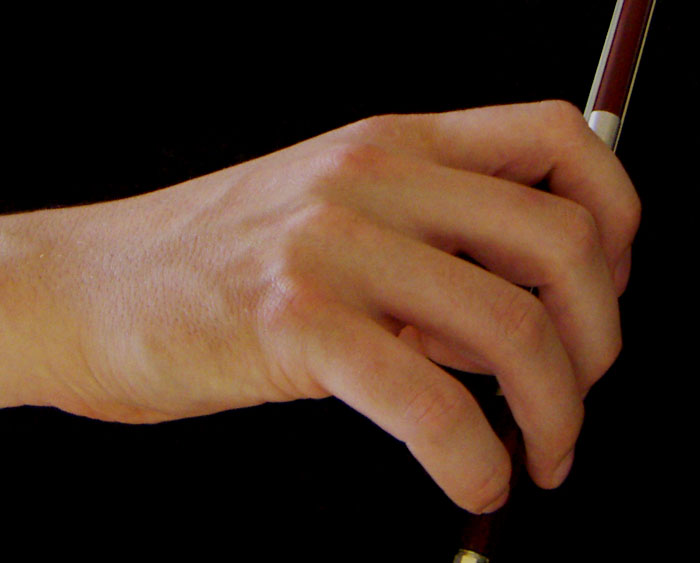
Korrekt vonótartás hegedűnél/mélyhegedűnél

A jobb kéz – így a vonós is – felelős a hangminőségért, a ritmusért, a dinamikáért, az artikulációért és a hang rezgésében bekövetkező egyéb változások nagy részéért.
A vonót egyfajta speciális fogással kell fogni, ahol a hüvelykujjal és a középső ujjal fogjuk, a kisujjal támasztjuk, mozgatjuk a vonót, a többi ujj csak pedig finoman érinti a vonót (lásd kép), amivel sokkal rugalmasabb vonókezelést érhetünk el, mint bárhogy máshogy. Ha a vonót a kápától a csúcsig húzzuk, akkor vonjuk, ha a csúcstól a kápáig, akkor pedig toljuk.

#### Vonókezelési technikák
- A hangerő változtatása

A hangerő növelésének legegyszerűbb módja a nyomás növelése. A nyomás erősségét a mutatóujjunkkal koordinálhatjuk. Másik metódus: a vonó sebességének növelése; ámde megjegyzendő, hogy sok hegedűs nagy vonósebesség mellett is tud finoman játszani. A két metódust általában kombinálva használjuk, mivel ha a vonót inkább csak nyomjuk, akkor túl recsegő hangot kaphatunk, ha pedig inkább csak húzzuk, akkor a hang nagyon levegőssé válhat.
- A színező effektusok

Édouard Manet: Az öreg muzsikus

A vonót a láb és a fogólap közti terület kb. felénél kell húzni, figyelve arra, hogy a vonó függőlegesen ne csúszkáljon.
Különböző effektusokat hozhatunk létre, ha ezt a „szabályt” nem tartjuk be. Ha a húrlábhoz közel sul ponticello (a. m. a hidacska fölött) játszunk, a hang a szokásosnál intenzívebb lesz, a magasabb felhangok erősödnek meg. Ha a fogólaphoz közel (sul tasto), akkor a hang kissé nazálissá válik, és az alaphang erősödik fel.
- Détaché

Ez a kifejezés egyszerűen annyit jelent csak, hogy „elválasztva”, és minden olyan hangot így kell játszani, ami nincs összekötve egy kötőív segítségével egy másik hanggal a kottában.
Amikor vonót váltunk, egy pillanatig egy hangsúlyos szünet van. A détaché traîné az a módszer, amikor nincsen (non c'e':) megszakítás két hang között.
Illusztráció
- Martelé

Szokás még olasz nevén (martellato) is említeni. Tulajdonképpen annyit jelent, hogy „kalapálva”. A détaché egy formája, de erős akcentusokkal.
Illusztráció
- Collé

Ragasztva. Olyan vonásnem, ahol a vonónak „megsúlyozva” kell mozdulatlanul állnia, mielőtt meghúznánk azt. Jobb esetben a szokásos súly is elég a mozdulat kivitelezéséhez.
Illusztráció
- Spiccato

Ez a technika az, amikor egy finoman pattogó hangot hallunk. Igen sok rossz koncepcióval ellentétben vízszintesen kell húzni a vonót, a pattogás a vonó felépítéséből, és annak súlyából jön. Nagyobb tempónál egyszerűbb kivitelezni, a pattogás kisebb jelentősége miatt.
- Legato

Általában az egymást követő hangok összekötését (a fentebb említett kis szünetek nélküli lejátszását) értjük rajta. Az, hogy a gyakorlatban egy vonóra vesszük ezeket a hangokat, vagy külön vesszük őket, már részletkérdés.
Egyéb változatai: legatissimo (a legszorosabb kapcsolódási forma), tenuto, portamento, legato, portato, non legato, mezzo-staccato, staccato (az ellentéte), staccatissimo.
- Sautillé

Franciául; olaszul saltando, németül Springbogen, spanyolul saltillo. Olyan vonásnem, ahol a vonót erős lökésekkel késztetjük pattogásra, általában a vonó közepén pattogtatva. Nincs rá egységes jelölés: hol pötty, hol ék található a hang felett; de egyes esetekben az előadó saját magától is belerakhatja előadásába. A spiccato és a sautillé egyes esetekben szinonimaként használatosak, pedig nem azok.
Illusztráció
- Ricochet

Ismert még jeté néven is. Itt kell dobálni a vonót, a felső harmadánál, lefele húzva. Így egy pár (általában 2-től 6-ig, de van, hogy 10, 11) gyors, pattogó hang jön létre.
Illusztráció
- Portato

Franciául louré. Általában lassú tempónál használatos vonásnem, a hangok elválasztása a vonó megállítása nélkül.
- Arpeggio

Esetleg arpeggiando, arpeggiato (a. m. hárfaszerűen). Tört akkordnak is hívhatjuk; mindegyik hangot másik húron kell játszani. Sok esetben a vonó magától pattan.
- Tremolo

Általában zenekarban használatos. A vonó mozgatása nem meghatározott ritmusban, de nagyon gyorsan.
- Col legno

Amikor nem a szőrön, hanem a fán kell húzni a vonót. Elég halk a hangja, így csak a zenekari vonósszekciókban szokás alkalmazni. Leghíresebb példa a Boszorkányok tánca Hector Berlioz Fantasztikus szimfóniájából. Gyakran jelölik e kifejezéssel a vonó pálcájával való ütést is (col legno battuto), ilyenkor karakteres, csattogó, zörgő hangot ad a hangszer, azonban kivehető a hangmagasság. Liszt Ferenc a Haláltáncban használja a csontok zörgésének érzékeltetésére.
- „Keverés”

Kötőívek és akcentusok ismételgetése, keverése. Népzenében használatos.
- „Vágás”

Ütőhangszer-jellegű technika. A kápánál a szőrről való pattintást takarja; általában csak egy recsegés, és nincs meghatározott hangja.
- Pengetés

Ha a kottában az olasz pizzicato (ejtsd: piccikáto) van kiírva (vagy rövidítve pizz.), akkor a hangot nem a vonó húzásával kell létrehozni, hanem a húr megpengetésével. Egyes virtuóz pengetős futamoknál a jobb kéz két ujját is szokás alkalmazni, de általában elég csak egyet. Egyes esetekben, ha a jobb kéz valamiért foglalt, akkor balkéz-pizzicatóval is találkozhatunk. Mint neve felfedi, bal kézzel kell pengetni. Általában + jelöli a kottában.
Másik fajtája a csattanós pengetés, vagy más néven Bartók-pizzicato. Ezt Heinrich Ignaz Franz Biber alkalmazta először Battaglia c. művében (1673), később ez a technika elfelejtődött, így Bartók Béla nevéhez fűződik „újrafeltalálása”. Először a 44 duó 42., Arab dal című darabjában jelent meg, de vonósnégyeseiben és a Szólóhegedűre írt szonátában is megjelenik. Két ujjal kell elhúzni a húrt, majd elengedni úgy, hogy a fogólaphoz csapódjon. Ha pizzicatóról vonóhasználatra kell visszatérni, akkor a kottában az arco kifejezést láthatjuk.

## Felszerelés és karbantartás

### Párna

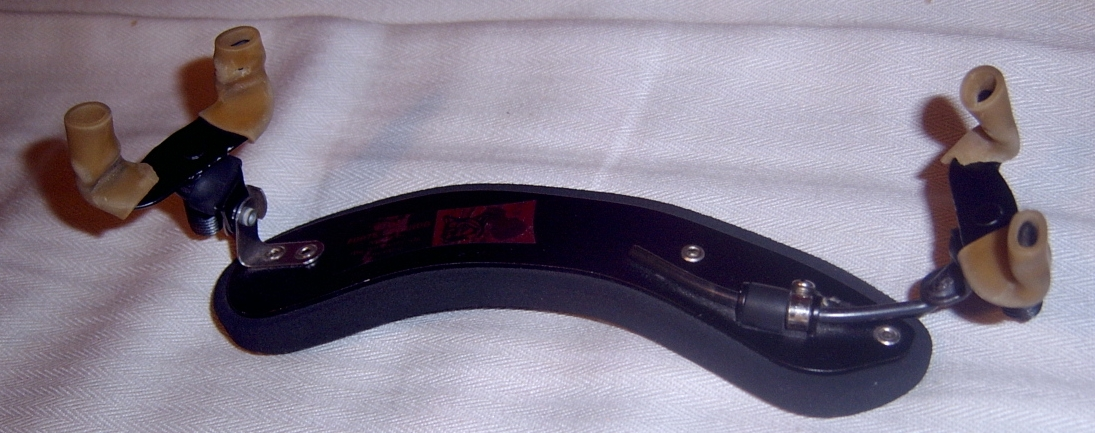
Hegedű párnája

Ezt az eszközt a hegedű aljára csatlakoztathatjuk. Segít egyenesebben tartani a hangszert, mert a váll és hátlap közötti területet tölti ki. A jobb párnák teljes egészében „testreszabhatóak”, hisz nagyon sok helyen állíthatóak (lásd a kép).

### Hangfogó

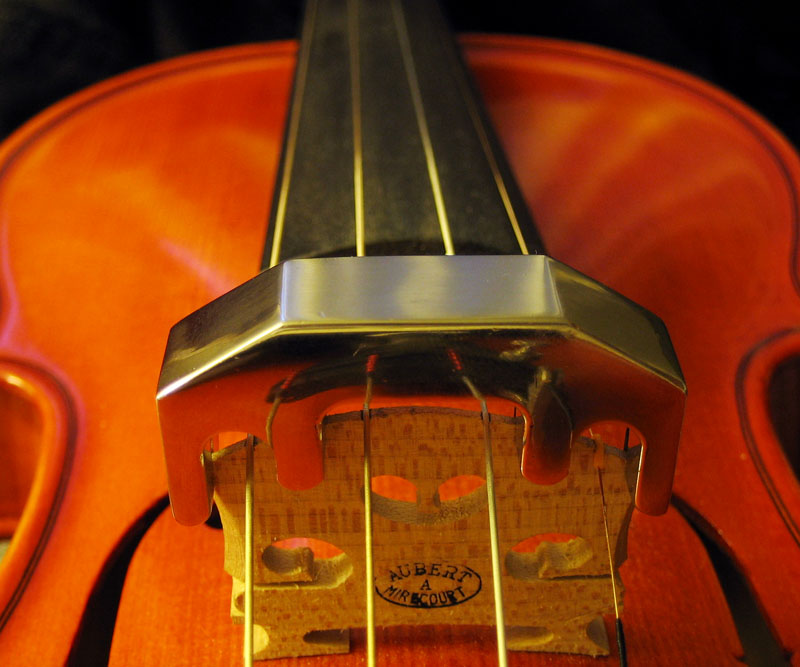
Fémből készült, húrlábra rögzíthető hangfogó

A hangfogó (olaszul sordino) egy fémből vagy műanyagból sokféle formában készült eszköz, ami típusától függően vagy a húrlábra vagy a húroknak a láb mögötti részére csatlakoztatható. Lényege, hogy tömegénél fogva megnöveli a húrláb tehetetlenségét, rontja rezgőképességét. A hegedű hangja ettől fojtottabb, halkabb lesz, megváltozik a hangszíne. Ezt a szerkezetet speciális hangeffektusként is be szokták vetni, zenekarban ilyenkor az egész vonós szólam felteszi (jelölése: con sord, senza sord.).
Régebben hasonló céllal készítettek olyan „gyakorlóhegedűket”, amik mindössze egy lapból álltak; a fogásokat nagyon jól lehetett gyakorolni, de hangjuk nemigen volt.

### Húrok
A legtöbb hegedűs mindig tart magánál tartalék húrokat, hogy ha egy elszakad, akkor rögtön tudják pótolni. A húrokból általában készleteket tartanak; ez azt jelenti, hogy 4 db egyfajta, egy időben és egy módszer alapján gyártott húrt tartanak maguknál, így elkerülve, hogy a különböző húrok esetenként máshogy viselkedjenek, illetve elkerülendő a folyamatosan változó alaphangszínt. Általában ezeket a húrokat egy év használat után mindenképpen lecserélik, bár a felső húrokat gyakrabban is lehet, mivel jóval olcsóbbak, és jobban szakadnak. Egy legenda szerint Niccolò Paganini annyira virtuózan játszott, hogy húrjai gyakran koncertje kellős közepén is elszakadtak. Ilyenkor a darab hátralévő részét a többi húron játszotta, olykor ijesztően magas fekvésekben.

### Karbantartás

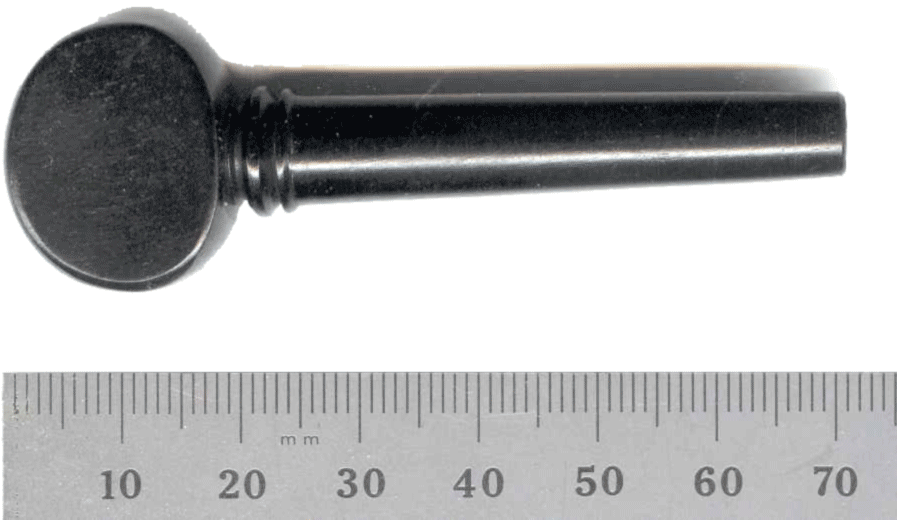
A hangolókulcs

A hegedű csak ritkán igényel generáloztatást, nem úgy, mint például egyes fúvós hangszerek. A hangszer testét egyszerűen a bútorok tisztításához is használt polírozóval (ill. létezik megfelelő hangszertisztító keverék is, aminek köszönhetően a hangszernek „előjön” a csillogása), míg a húrokat és a fogólapot alkohollal tisztíthatjuk, de vigyázzunk, hogy a szesz ne érintkezzen a lakkozott résszel, mert egyes lakkanyagok károsodhatnak tőle. Ha a vonón a szőr elhasználódik, illetve elfogy, akkor újraszőröztetést igényel. Néha-néha pedig a vonó farészéről szintén alkohol segítségével eltávolíthatjuk a felesleges gyantát.

### Hangolás

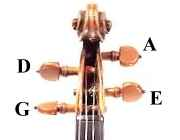
Kulcsszekrény a kulcsokkal. A kép azt ábrázolja, hogy melyik húrhoz melyik kulcs tartozik

A hegedűt többfajta módon is hangolhatjuk:
- Az egyik, durvább, de radikálisabb eredményekhez vezető megoldás, ha a kulcsokat használjuk.
- Kisebb (kvinten belüli) változtatásokhoz jók a finomhangolók is.

Ezek kis fém gombok a húrtartón, amik forgatásával hangolhatjuk a hangszert. Hátránya, hogy nem engedi a húrokat teljes mértékben rezegni, ami a hangszín „elszegényedéséhez” vezethet. Általában csak kezdőknek van fenn mint a négy, a professzionális hegedűsök általában az E húrnál, jóval ritkábban az A húrnál hagyják meg a finomhangolókat. Bélhúrok esetén nem javasolt finomhangoló, mivel az tovább feszítheti az amúgy is szakadékony húrt.
- Ezen kívül nagyon apró változtatások végezhetőek a húr kézzel való mozgatásával.

Elsőnek az A-húrt hangolják, 440 vagy 442 Hz-re, de egyes zenekarokban a 445, ill. 446 Hz is használatos, a minél fényesebb hang érdekében. A modern kor ui. egyre magasabb hangérzetet követel meg. A historikusok ennél sokkal alacsonyabbat használnak, akár 415 Hz-es hangolás is előfordulhat. Legegyszerűbben hangolósíppal, ha nincs hangolhatatlan hangszer a zenekarban.
Ritkán hangoljuk a hegedűt önmagához; általában a körülményesebben hangolható hangszerekhez (például zongora vagy a zenekarban az oboa), vagy a hangológéphez hangolunk.
A többi húrt kettősfogással hangolják be (értsd: a két húrt egyszerre meghúzzák). Ezzel a tiszta hangolást érhetjük el; az alsóbb húrok kicsit alacsonyabbak lesznek a kiegyenlített hangoláshoz képest. Ez főként a mélyhegedűnél és a csellónál okoz problémát, ahol a legalsó húr C, vagyis három kvinttel van odébb a referenciának használt A-nál.
A húrok egymáshoz való távolságát úgy is ellenőrizhetjük, hogy az egyik húr felénél letesszük az üveghangot (ekkor ugye az adott húr két oktávval felette lévő hangját halljuk?), és ha a másik húron is ugyanott szól az üveghang, akkor a két húr egymáshoz képest pontos. Szólójáték esetén lehet variálni azzal, hogy például egy kicsit feljebb hangoljuk a hangszert, ezáltal csillogóbb hangot elérve. De például barokk szólódarabokhoz ajánlatosabb az alacsonyabb hangolás, a teltebb hangzás végett.

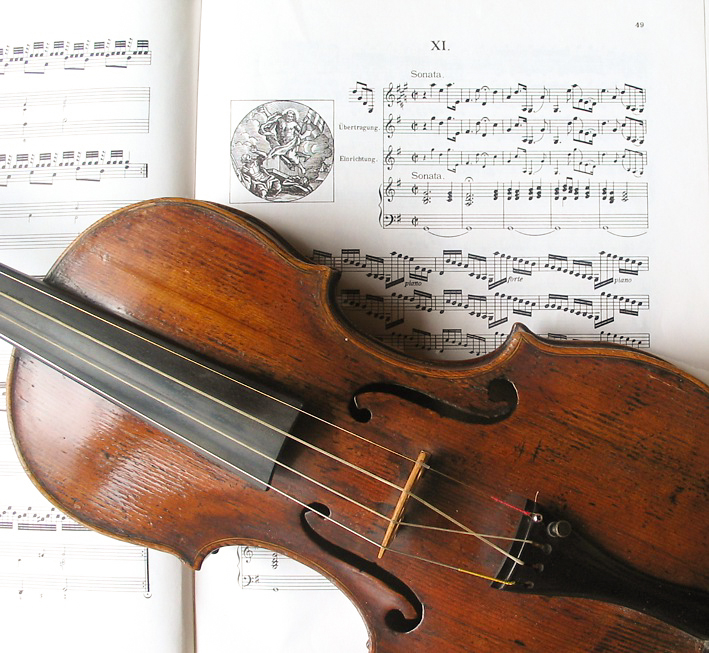
Biber művének 11. tételében ilyen kereszthangolással is találkozhatunk: az A- és D-húrnak kereszteznie kell egymást

Fontos, hogy hangolás után ellenőrizzük, hogy a láb nincs-e elgörbülve, és a két f-lyukra merőleges-e. Ez már csak azért is fontos, mert a legjobb hegedű hangját is tönkretehetjük nem megfelelő lábbeállítással.
A hegedűnél ritka a standardhangolástól (g-d'-a'-e") való eltérés, ennek ellenére találhatunk rá példát a komoly- (scordatura a. m. elhangolás) és népzenében (kereszthangolás). A kettő közül az utóbbiban gyakoribb.
Klasszikus zenében való elhangolásra a leghíresebb példák:
- Heinrich Ignaz Biber: Rózsafüzér-szonáták (minden tételhez más hangolás, tizenhat tételből csak az elsőben és az utolsóban használ rendes hangolást)
- Niccolò Paganini: 1., Esz-dúr hegedűverseny. Az összes húrt egy fél hanggal fel kell húzni. A szólóstimm D-dúrban íródott. Érdekes, pedig az ő korában mindent lejjebb játszottak.
- Camille Saint-Saëns: Danse Macabre (E → Esz a szólóhegedűnél)
- Gustav Mahler: 4. szimfónia, 2. tétel (hegedűszólós rész)
- Igor Stravinsky: Tűzmadár (G → A, ez az első olyan eset, hogy egy egész szekciónak scordaturát írnak elő, a természetes üveghangok miatt)
- Ligeti György: Hegedűverseny

## A hegedű és a MIDI
Az igazi hegedű hangját elektronikusan a MIDI (Musical Instrument Digital Interface) rendszeren keresztül szimulálhatjuk, elektromosan előállított hanghullámok segítségével. A MIDI szabványban minden hangszer egy számhoz van hozzárendelve; szólóhegedű vonóhúzással a 41-es számú (a számozás 1-től kezdődik).
Ugyan a MIDI-ben nincs lehetőség felfele és lefele vonás érzékeltetésére, viszont staccatót és legatót létrehozhatunk a hang hosszúságának állítgatásával, és a legtöbb kottaíró program is ezt a módszert használja MIDI-kimenet esetén. Ezenkívül lehetőség van egész vonósszekció-hangzásra ill. pizzicatóra, de mint minden esetben ez is csak az eredeti hangzás távoli megközelítése.

### Angolul
- Hegedű FAQ
- Terminológia
- Hegedülés a kora barokkban (1520–1650)
- All About the Violin – Gyakorlási módszerek, zene és hegedűkészítés]
- A hegedű anatonomiája
- Hegedű az indiai zenében
- BeginBand.com, hegedűtanulási útmutatóval és az elengedhetetlen hangmintákkal
- Connie's Violin Page Oldal tanároknak, tanulóknak és szüleiknek
- Fiddle Tunes of the Old Frontier, the Henry Reed Collection, US Library of Congress
- A hegedű geometriai felépítése
- A hegedű története
- the violin – Egy ThinkQuest 1999 oldal tanulmányi célokra
- Hegedűakusztika
- Violinist.com

## Fordítás
- Ez a szócikk részben vagy egészben  a   Violin című angol Wikipédia-szócikk ezen változatának fordításán alapul.  Az eredeti cikk szerkesztőit annak laptörténete sorolja fel. Ez a jelzés csupán a megfogalmazás eredetét és a szerzői jogokat jelzi, nem szolgál a cikkben szereplő információk forrásmegjelöléseként.